# エティハド航空
エティハド航空（エティハドこうくう、阿: الاتحاد للطيران; al-ittiḥād liṭ-ṭayarān、英: Etihad Airways）は、アラブ首長国連邦 (UAE) アブダビ首長国アブダビ市に本拠を置く国営の航空会社である。アラブ航空会社機構の一員。
エティハド（اتحاد, イッティハード）とは連合の意。イッティハード航空と表記されることもある。また、設立当時はエチアード航空とも呼ばれていた。
イギリスのスカイトラックス社による航空会社の格付けで、実質最高評価の「ザ・ワールド・ファイブ・スター・エアラインズ」(The World's 5-Star Airlines) の認定を過去に得ていたが、2019年5月に4スターエアラインに降格した。

## 解説
UAEの第2代大統領ハリーファ・ビン・ザーイド・アール・ナヒヤーンによって、2003年7月にUAEの航空会社として設立。アブダビ首長国のいわゆるフラッグ・キャリアで、同じUAEのドバイを拠点とするエミレーツ航空と並び、UAEおよび中東の代表的な航空会社である。エミレーツ同様に3大航空連合には加盟していないが、アライアンスを超えた多種多様なコードシェア便で拡大を図っている。
ハブ空港のザイード国際空港を中心に、中東やアフリカなどのほか、アジア各地やヨーロッパ、北アメリカ、南アメリカ、オセアニアなど世界各地に路線を展開している
2003年11月に商業運航を開始してから、潤沢なオイルマネーを背景に新規機材を投入し、2006年6月まで1か月に1路線ずつ開設していた。2004年には5機のボーイング777-300ERと24機のエアバス機（4機のA380を含む）の総額80億ドルに及ぶ機材発注を行った。
なお同社設立までは、アブダビ首長国がバーレーンやオマーンとともに出資して運航していたガルフ・エアが同国のフラッグ・キャリアであったが、当社設立に伴いアブダビ首長国は2005年にガルフ・エアへの出資を取りやめた。

### M&Aによる拡大
2010年代に入ってからはM&Aによる拡大路線を取り、2014年時点で以下の航空会社に出資していた。ヴァージン・オーストラリア以外はほぼ経営権を握り、事実上の傘下企業となったが、経営難によりその後傘下から外れるなど2023年末時点で、エティハドは保有株式を売却し、これら全てから撤退している。
- セーシェル航空（セーシェル共和国）- 2012年に株式の40%を取得。2021年5月に株式40%をセーシェル政府に売却。
- エア・セルビア（セルビア）- 2013年8月に株式の49%を取得。2023年5月13日、セルビア政府はエティハドから株式を買い戻し、エア・セルビアの株式100%の取得を完了したと発表した[5]。
- ヴァージン・オーストラリア（オーストラリア）- 2014年5月に出資比率を21.24%に引き上げた[6]が、2020年4月に経営破綻。
- アリタリア-イタリア航空（イタリア）- 2014年8月に株式の49%を取得した[7]が、2017年5月に経営破綻し傘下から事実上離脱。

アリタリアの2017年5月経営破綻に加え、同年10月には提携先のエア・ベルリン、同年12月にはダーウィン・エアライン、さらに2019年4月にはジェットエアウェイズが運航を停止するなど、傘下企業の中には経営が厳しいものも多く、それらに足を引っ張られる形でエティハドの連結業績も2016年・2017年の2年間で34億ドル（約3800億円）の損失を出し業績不振に陥っていた。このため従来ライバルと見られていたエミレーツ航空との協力関係強化に走っており、操縦士の2社兼業を認めるなどの施策を打ち出している。
COVID-19後の2022年からは収益も改善し、2024年は過去最高の4億7600万ドルの利益を記録した。

## 機材
エティハド航空が発注したボーイング製航空機の顧客番号（カスタマーコード）はFXで、航空機の形式名は777-3FXER、777-FFXとなる。
2013年11月17日、ボーイング777-8Xやボーイング 787-10、エアバスA350 XWBなどの航空機を大量に発注し、777-8Xのローンチカスタマーとなったが、その後経営不振により777-8Xの発注をキャンセルし、777-9Xについても11機発注を削減した。
なお、エアバスA350-1000は、設計変更などの開発の遅れが生じたため、12機まで減少している。2015年の787とA380導入を機に新塗装をまとっている。一方、2022年2月のシンガポール・エアショーにおいて、エアバスA350Fを7機発注した。

### リスト
| 機種                | 保有数 | 発注数 | 座席数 | 座席数 | 座席数 | 座席数 | 座席数 | 備考                                 |
| 機種                | 保有数 | 発注数 | R      | F      | C      | Y      | 計     | 備考                                 |
| ------------------- | ------ | ------ | ------ | ------ | ------ | ------ | ------ | ------------------------------------ |
| エアバスA320-200    | 15     | -      | -      | -      | 16     | 120    | 136    |                                      |
| エアバスA320-200    | 15     | -      | -      | -      | 8      | 150    | 158    |                                      |
| エアバスA320neo     | 1      | -      | -      | -      | 8      | 168    | 176    |                                      |
| エアバスA321-200    | 9      | -      | -      | -      | 8      | 188    | 196    |                                      |
| エアバスA321neo     | 6      | -      | -      | -      | 16     | 182    | 198    | バンブー・エアウェイズからの移管機材 |
| エアバスA321neo     | 6      | -      | -      | -      | 8      | 200    | 208    | バンブー・エアウェイズからの移管機材 |
| エアバスA321neo     | 6      | -      | -      | -      | 8      | 215    | 223    | バンブー・エアウェイズからの移管機材 |
| エアバスA321LR      | 1      | 29     | -      | 2      | 14     | 144    | 160    | 2025年8月より運航予定                |
| エアバスA350-1000   | 7      | 13     | -      | -      | 44     | 327    | 371    |                                      |
| エアバスA380-800    | 9      | -      | 2      | 9      | 70     | 405    | 486    | 2027年までにうち2機復帰予定          |
| ボーイング777-300ER | 9      | -      | -      | 8      | 40     | 280    | 328    |                                      |
| ボーイング777-300ER | 9      | -      | -      | -      | 40     | 340    | 380    |                                      |
| ボーイング777-300ER | 9      | -      | -      | -      | 28     | 384    | 412    |                                      |
| ボーイング777-8     | -      | 8      | 未定   | 未定   | 未定   | 未定   | 未定   |                                      |
| ボーイング777-9     | -      | 17     | 未定   | 未定   | 未定   | 未定   | 未定   |                                      |
| ボーイング787-9     | 36     | 5      | -      | 8      | 28     | 190    | 226    |                                      |
| ボーイング787-9     | 36     | 5      | -      | -      | 28     | 262    | 290    |                                      |
| ボーイング787-9     | 36     | 5      | -      | -      | 32     | 271    | 303    |                                      |
| ボーイング787-10    | 10     | 20     | -      | -      | 32     | 295    | 327    |                                      |
| 貨物用機材          |        |        |        |        |        |        |        |                                      |
| エアバスA350F       | -      | 10     | 貨物   | 貨物   | 貨物   | 貨物   | 貨物   |                                      |
| ボーイング777F      | 5      | -      | 貨物   | 貨物   | 貨物   | 貨物   | 貨物   |                                      |
| 計                  | 108    | 102    |        |        |        |        |        |                                      |

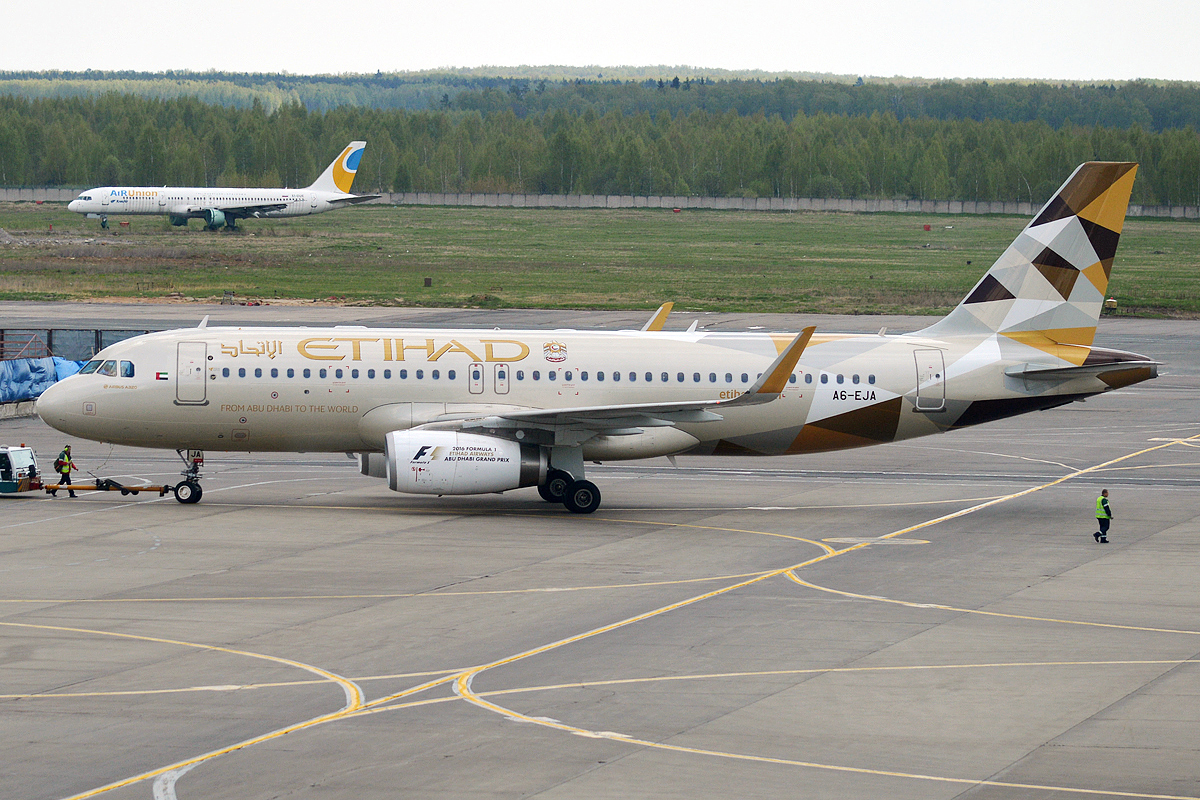
エアバスA320-200
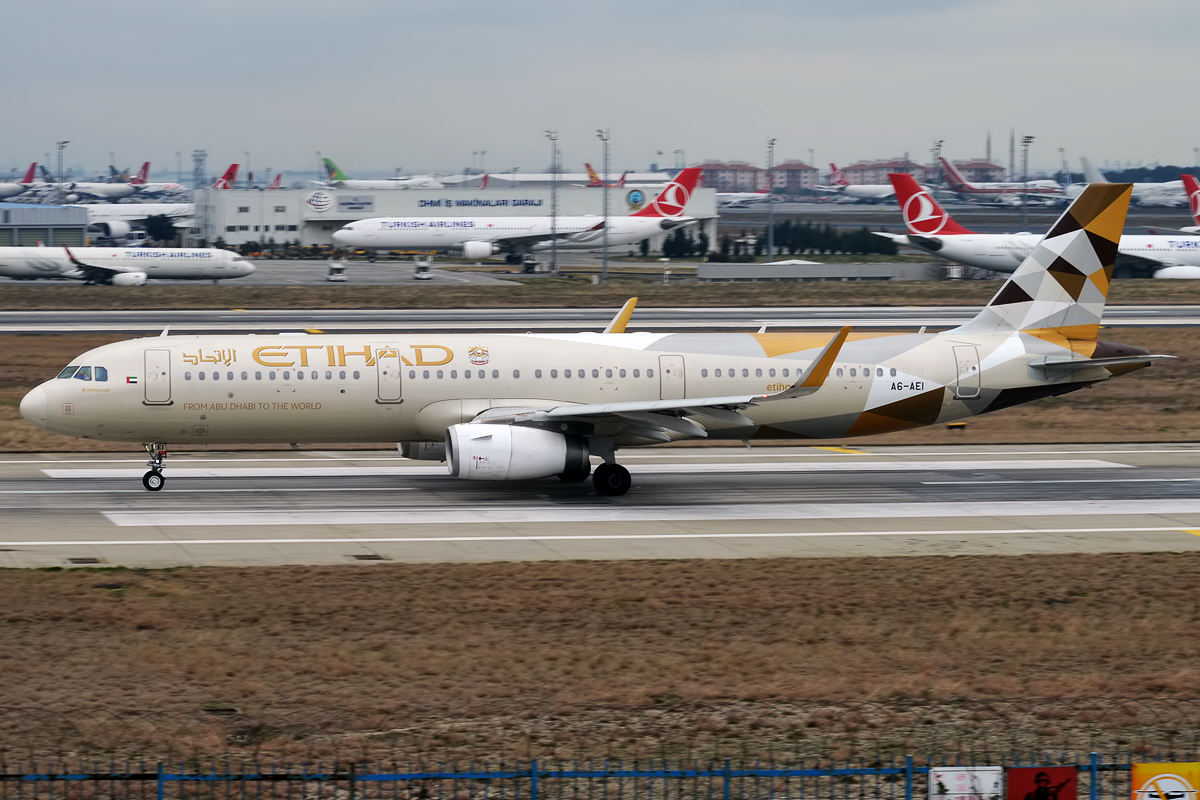
エアバスA321-200
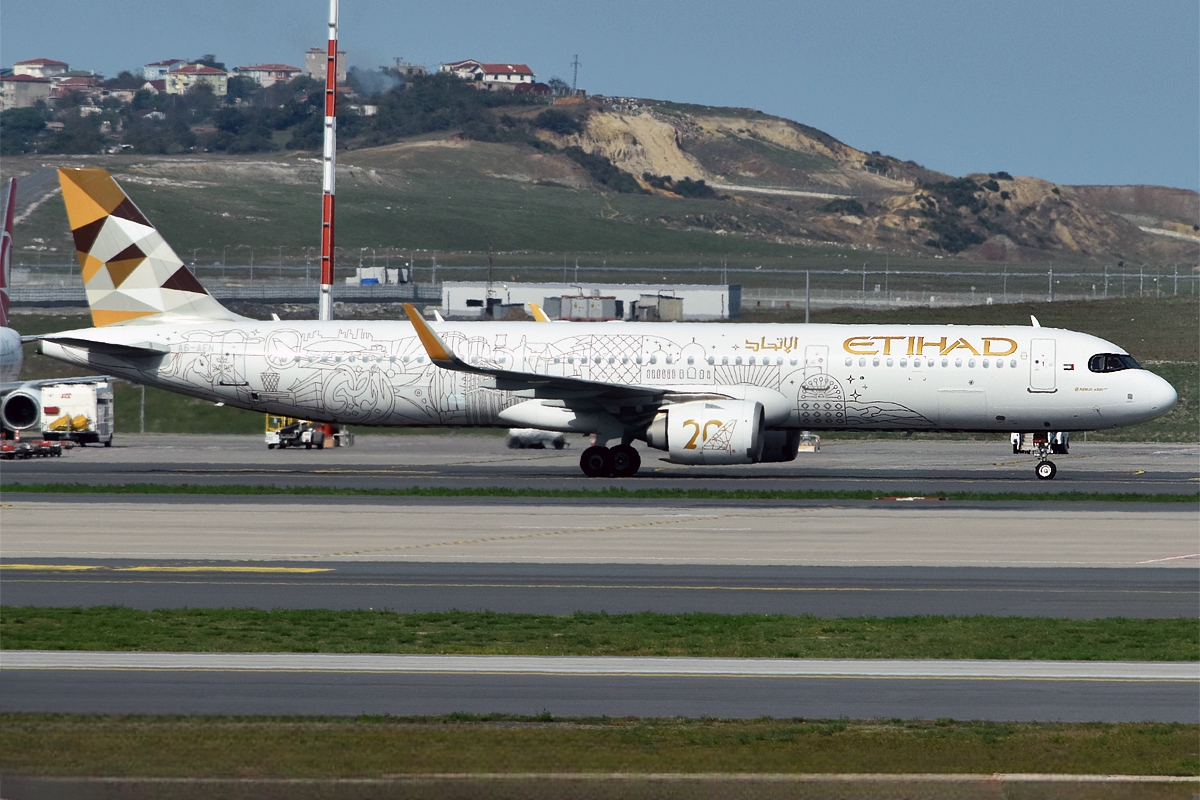
エアバスA321neo（20周年記念塗装）
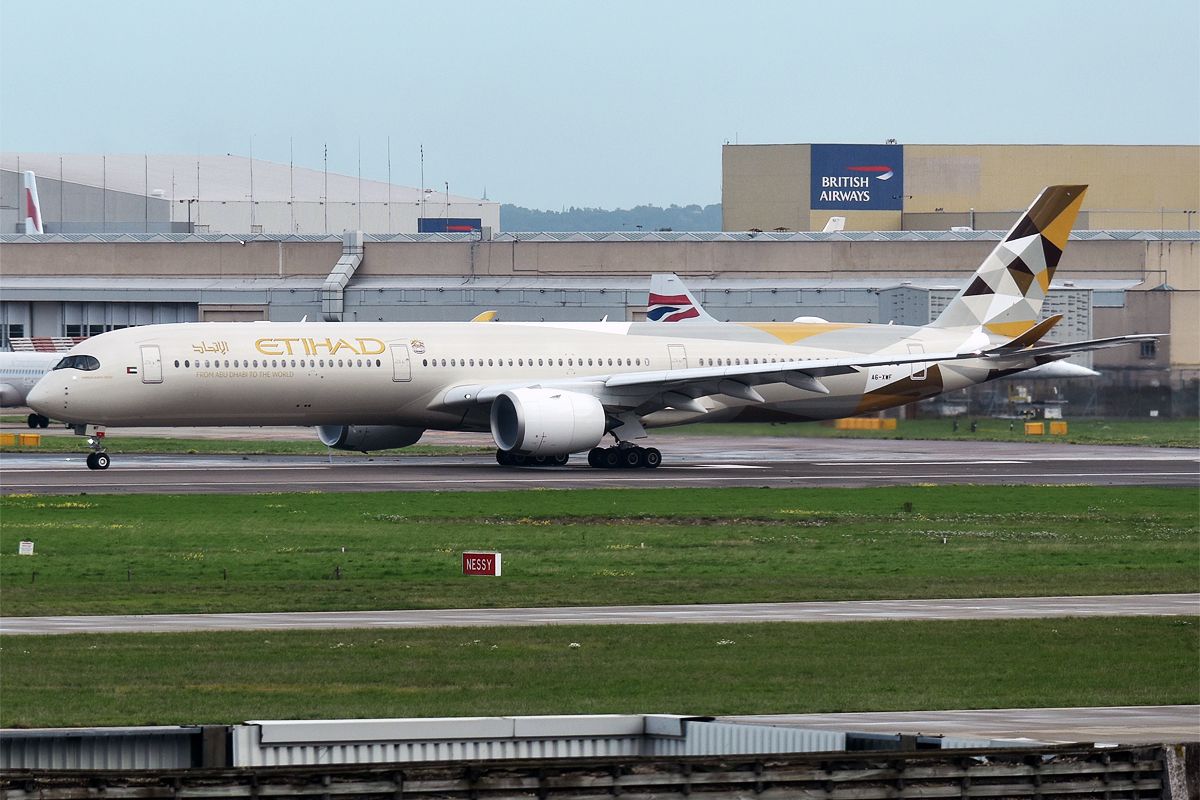
エアバスA350-1000
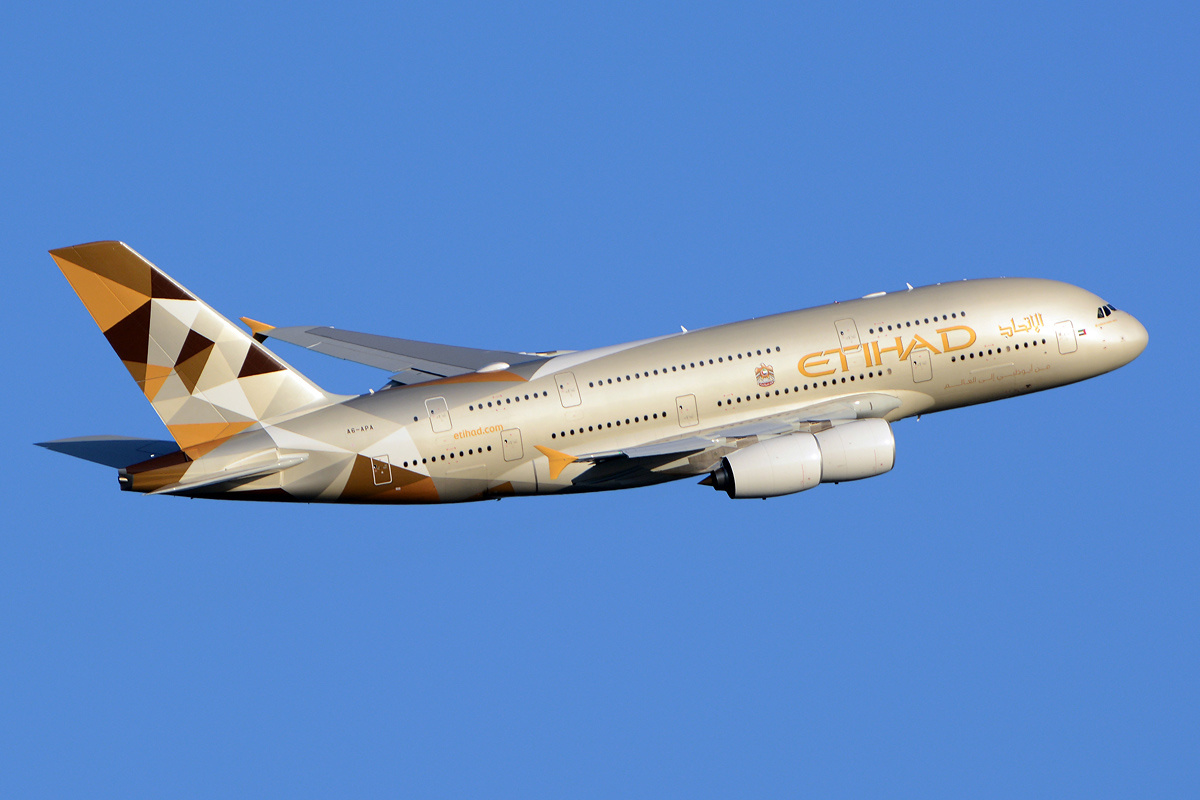
エアバスA380-800
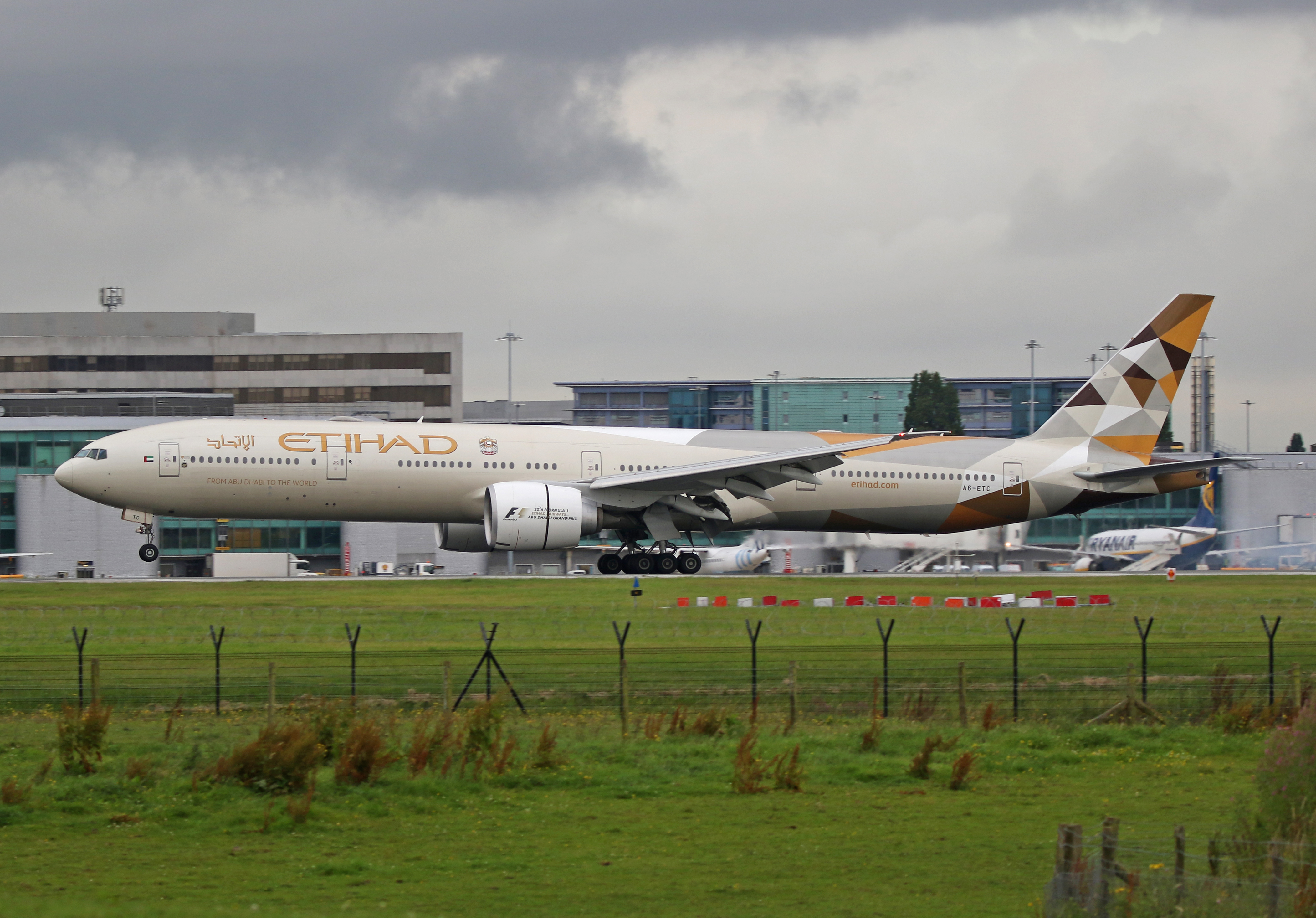
ボーイング777-300ER
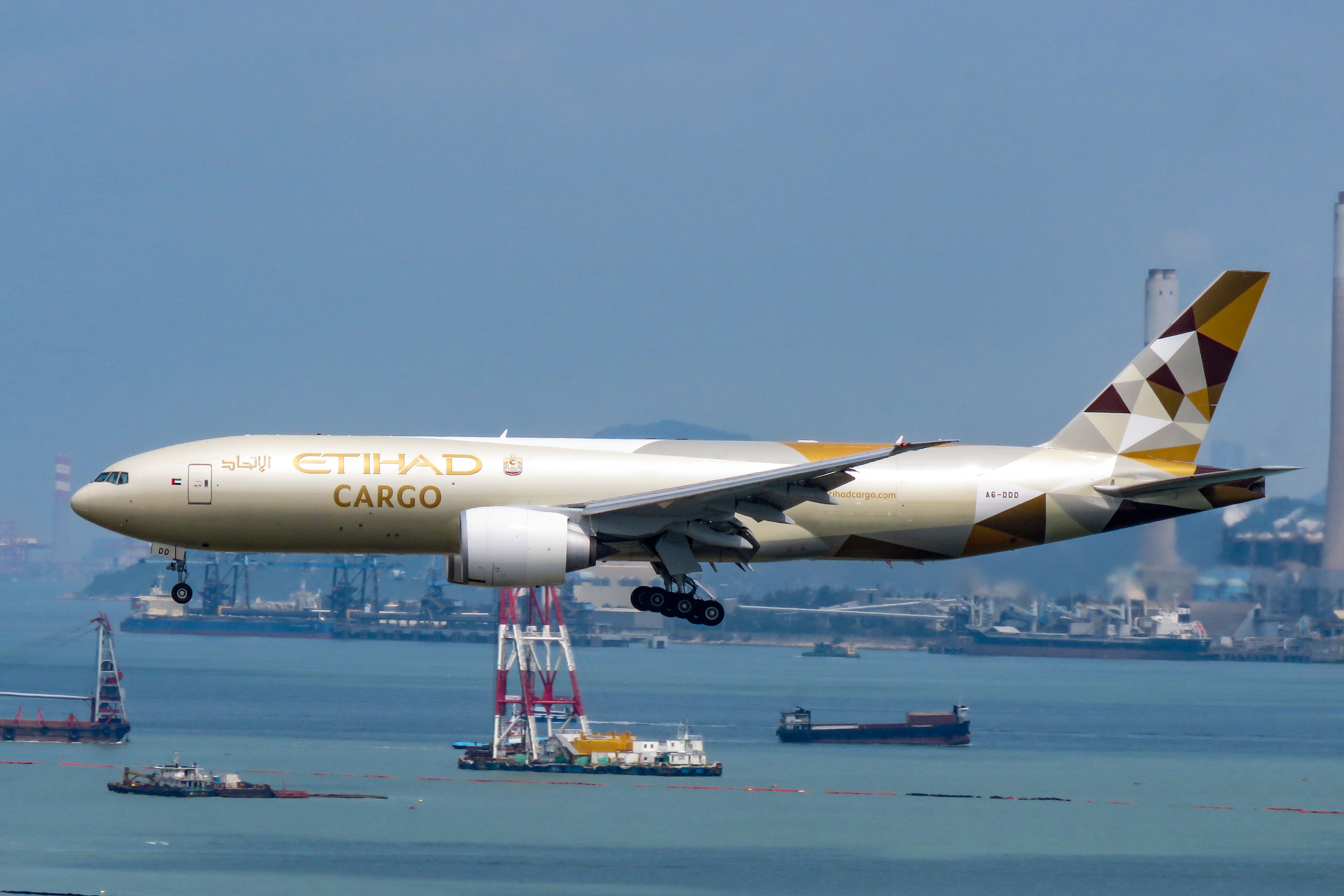
ボーイング777F
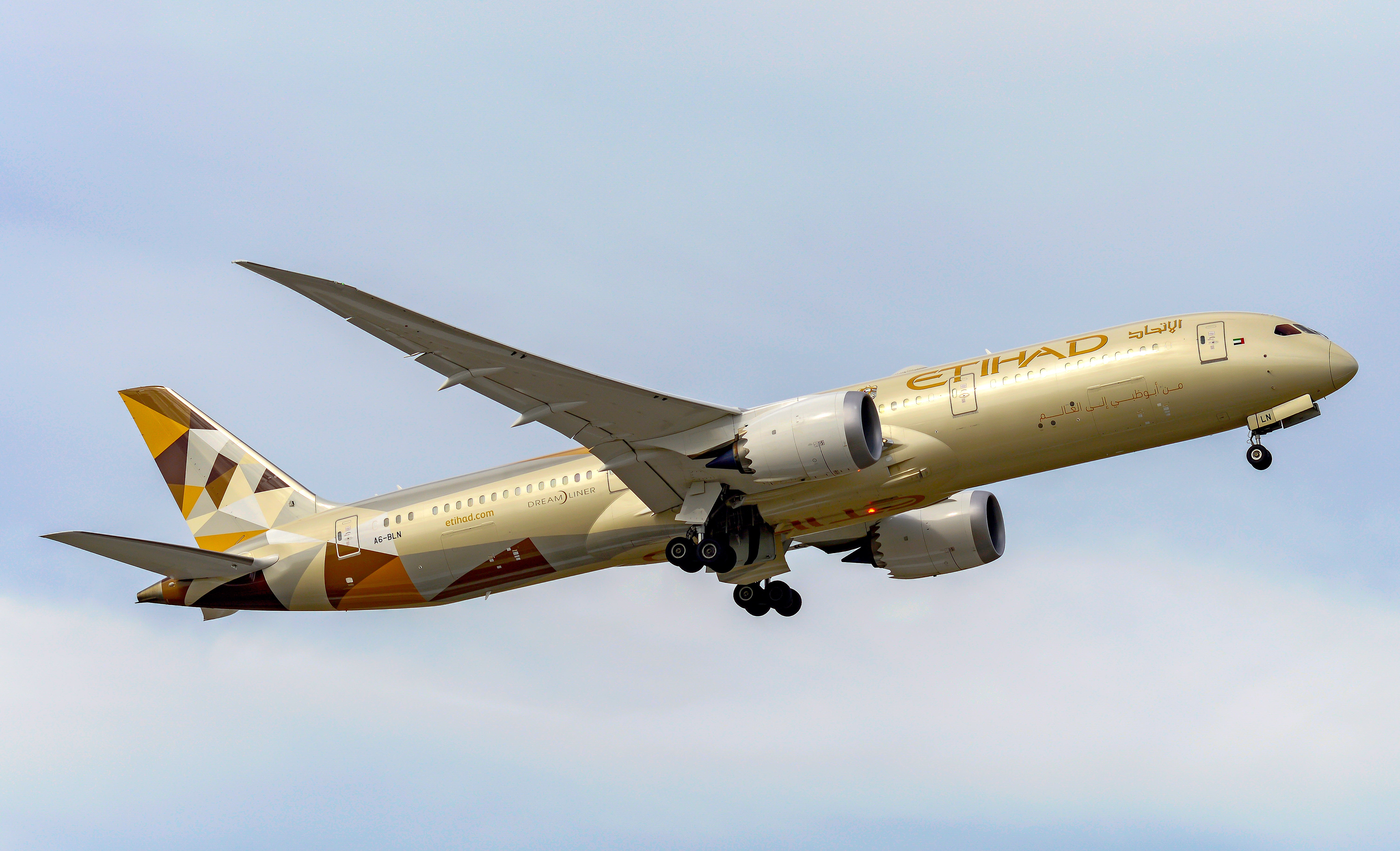
ボーイング787-9
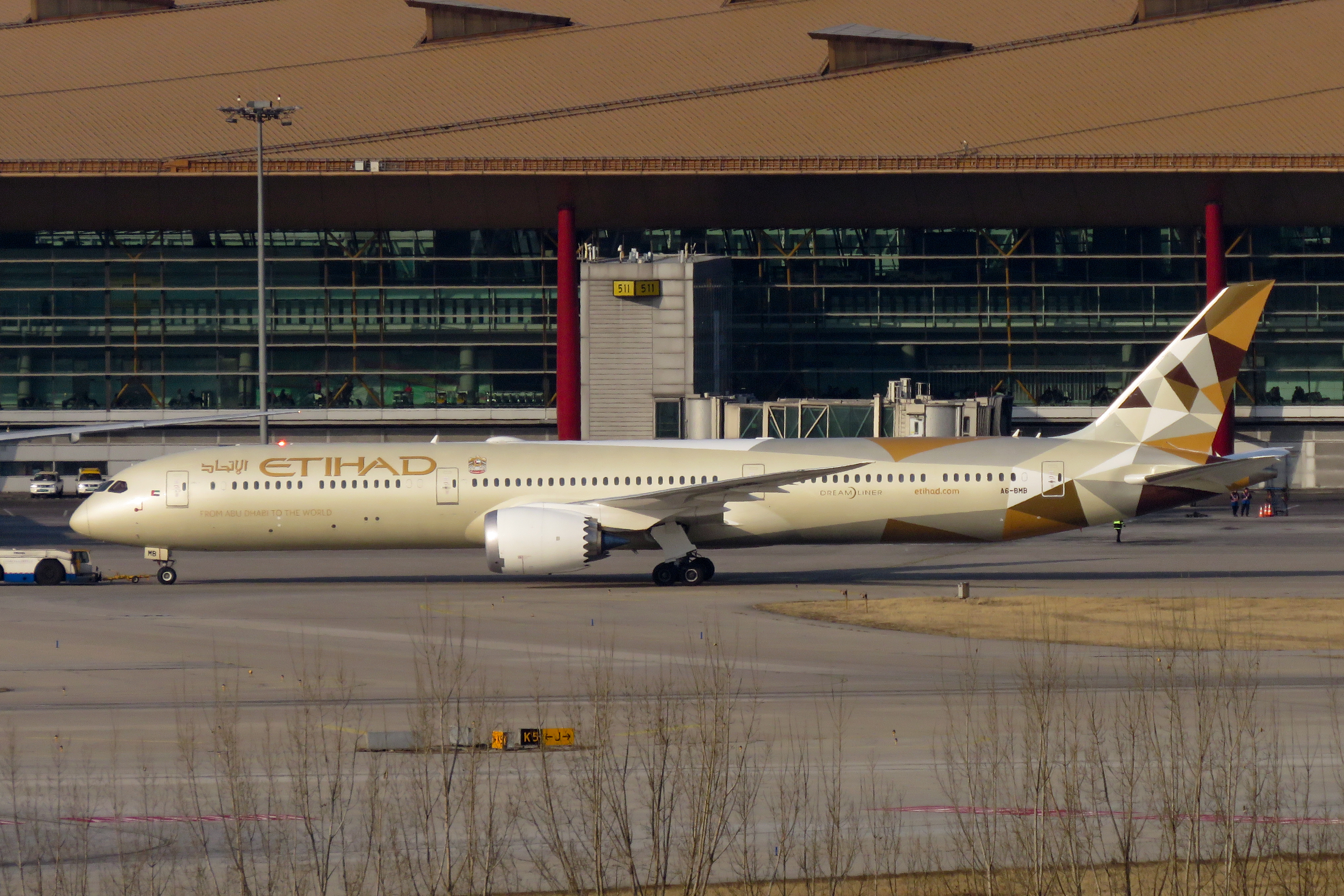
ボーイング787-10
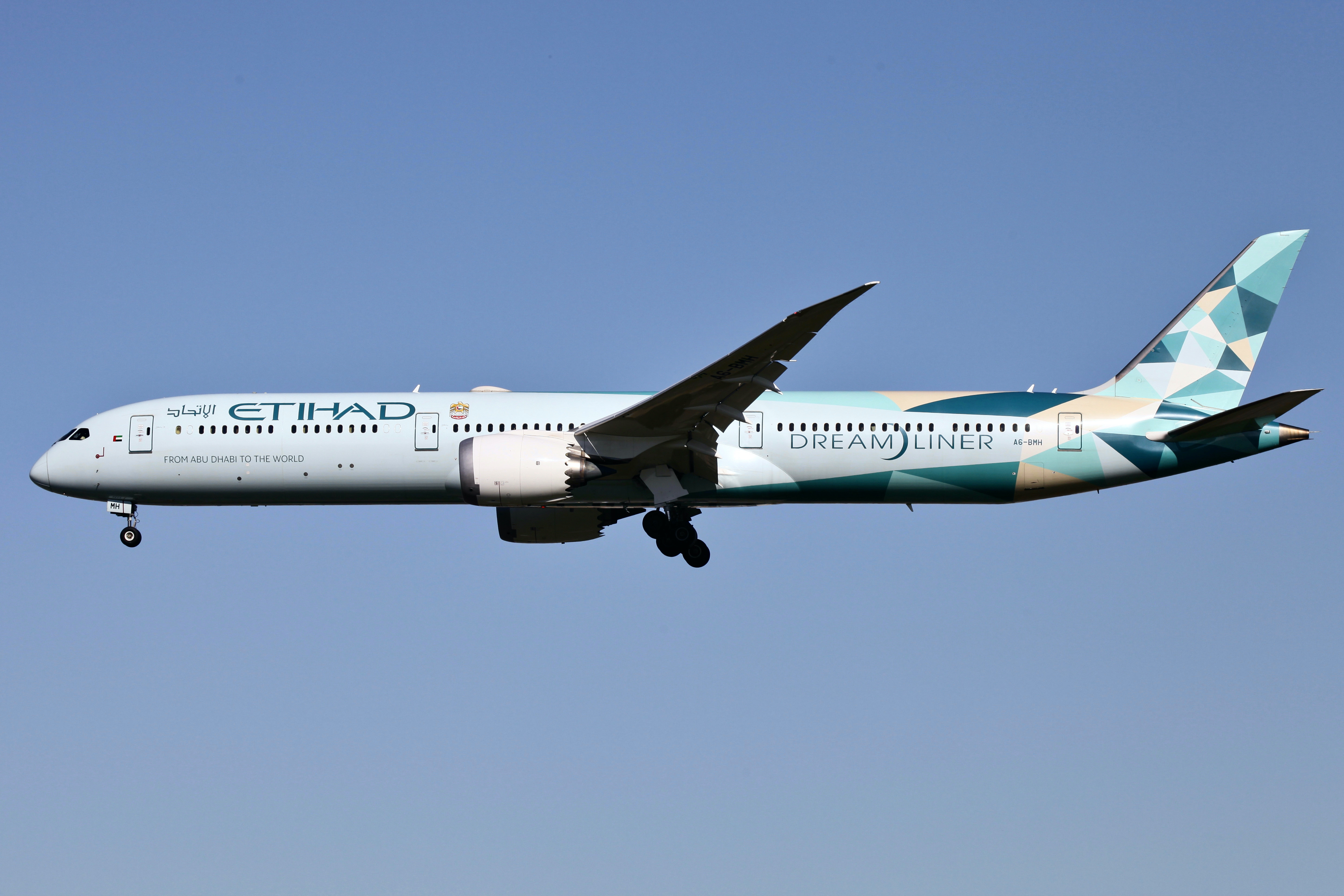
ボーイング787-10（グリーンライナー）

### 退役機材
- エアバスA300-600R/600RF
- エアバスA310-300F
- エアバスA319-100
- エアバスA330-200/200F/300
- エアバスA340-300/500/600
- ボーイング747-400F
- ボーイング747-8F
- ボーイング767-300ER
- ボーイング777-200LR
- マクドネル・ダグラス MD-11F

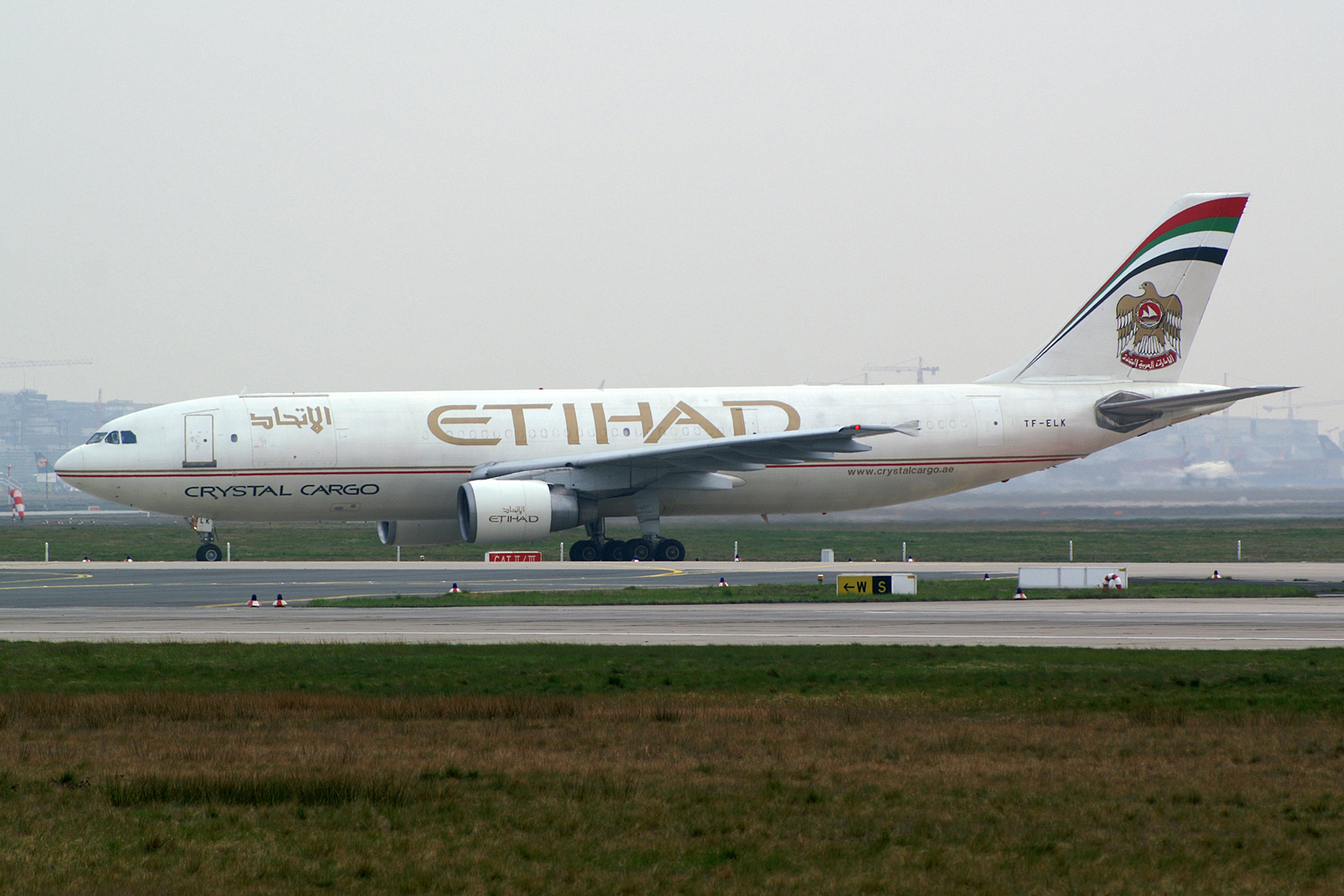
エアバスA300-600RF
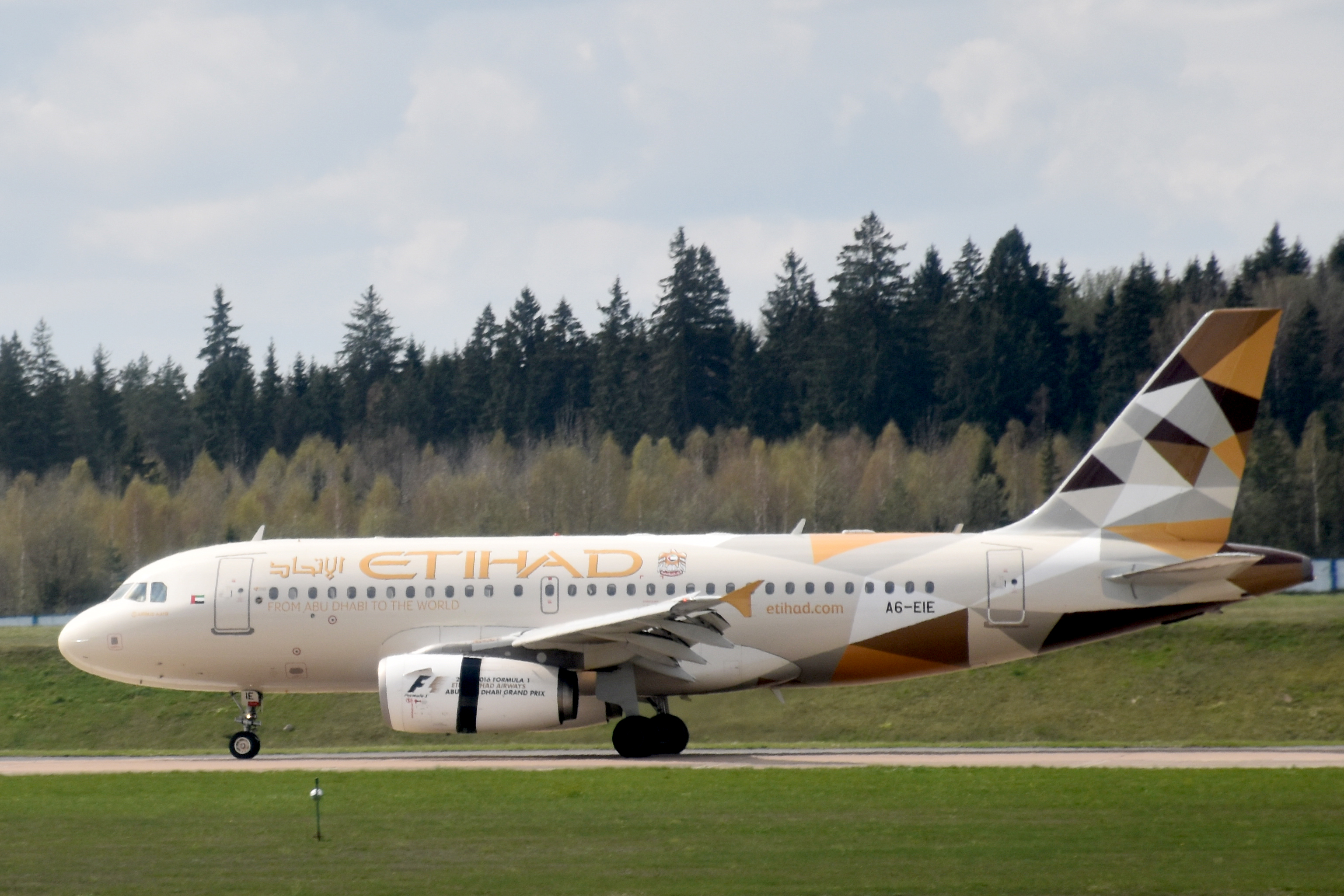
エアバスA319-100
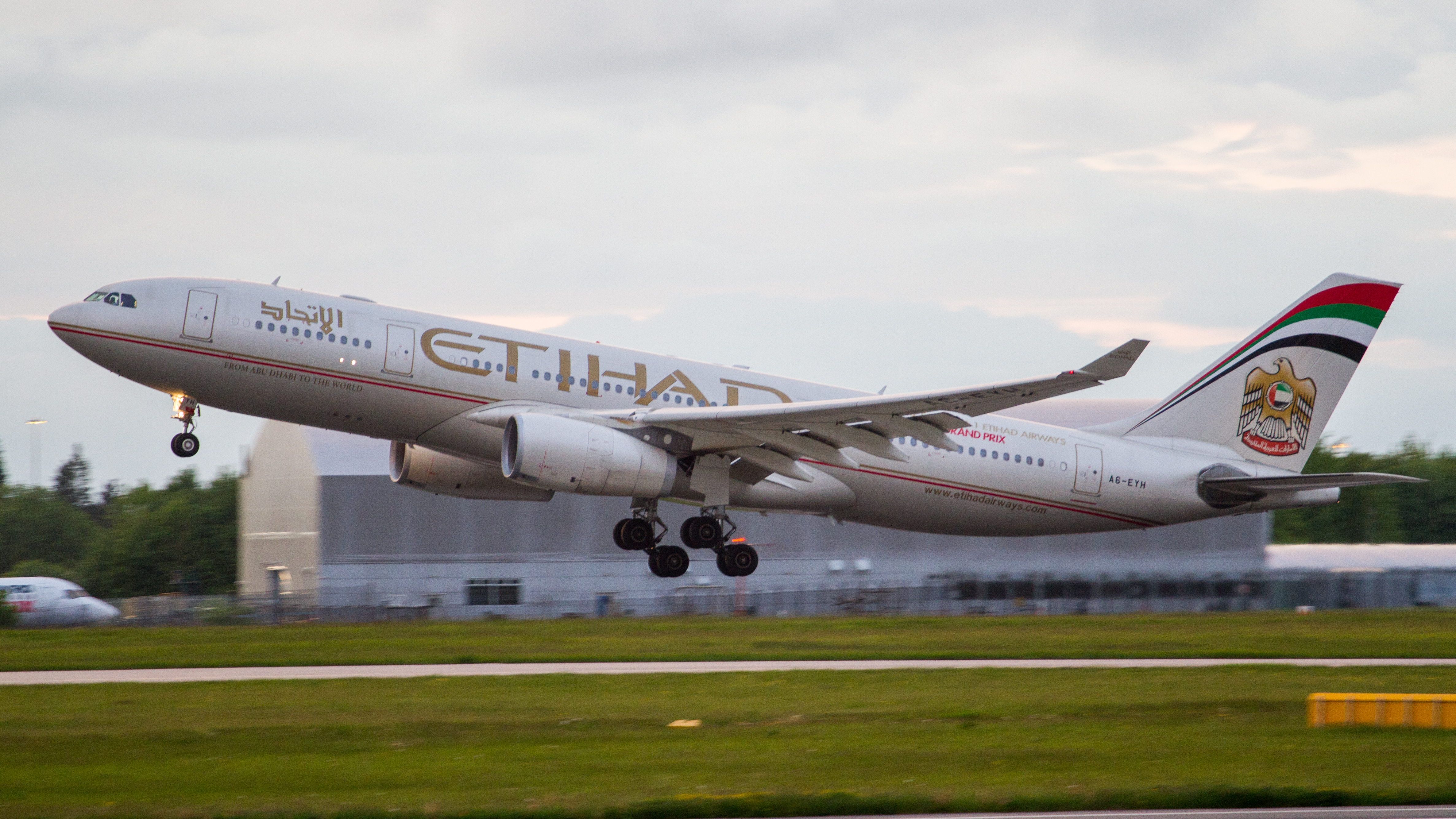
エアバスA330-200
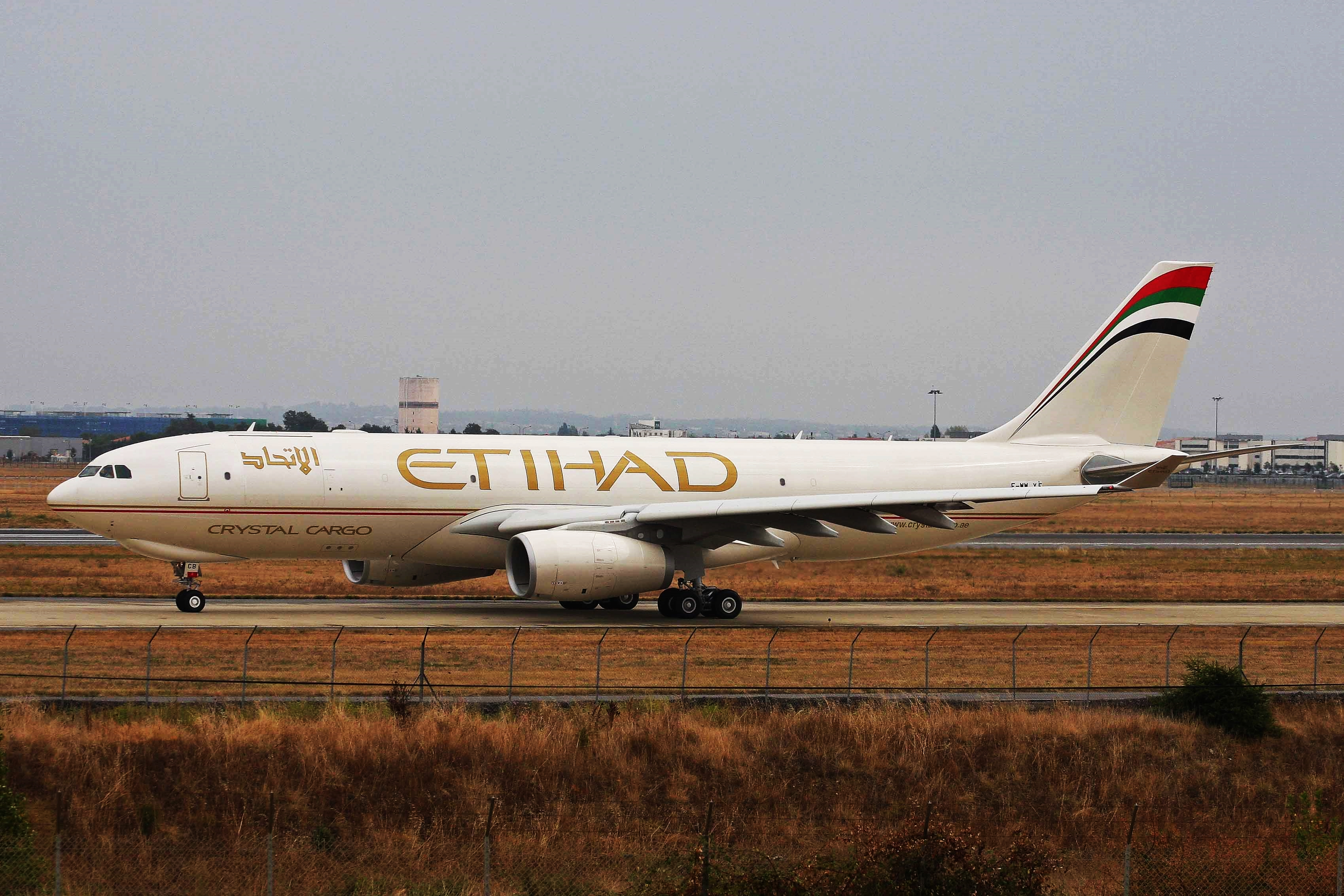
エアバスA330-200F
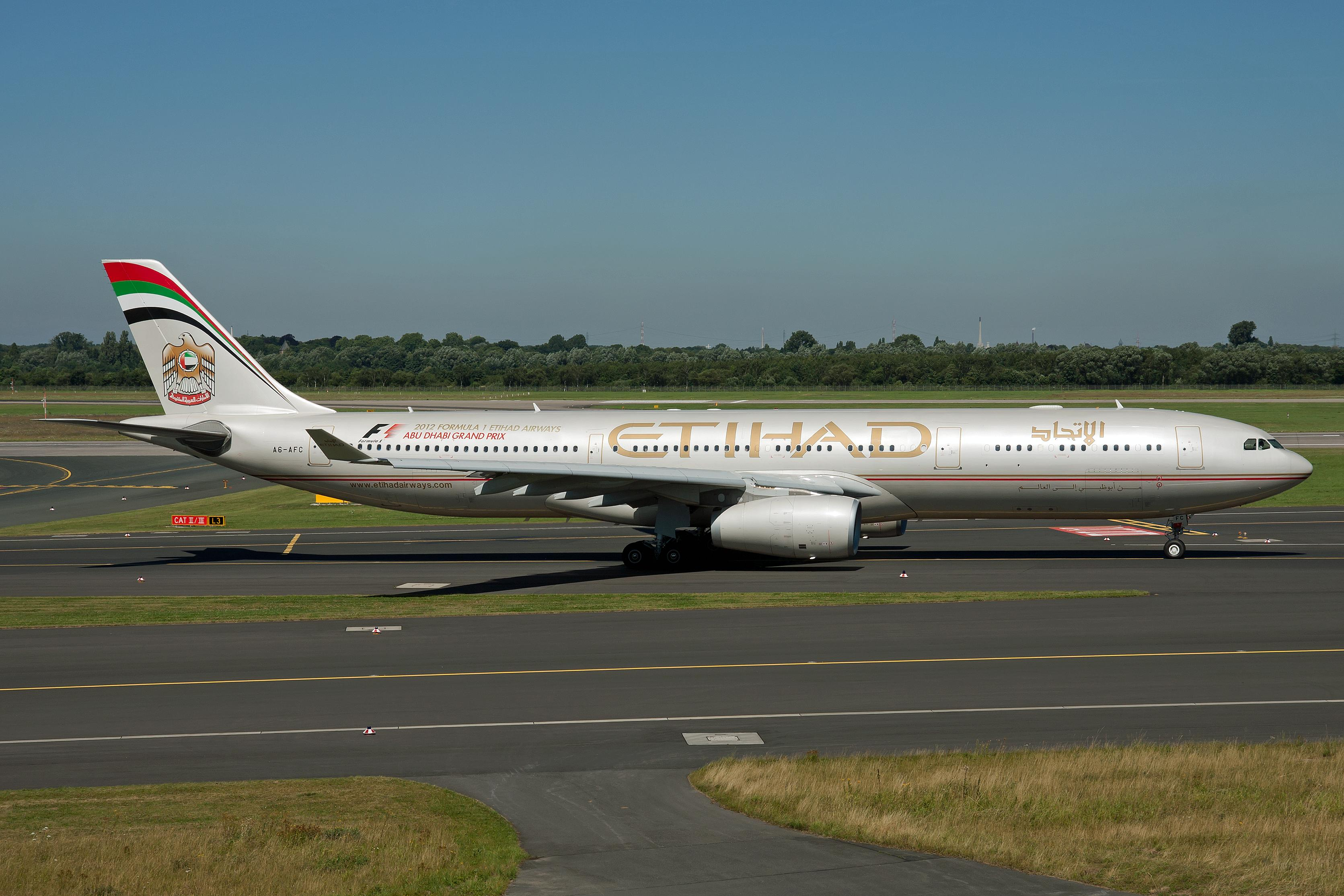
エアバスA330-300
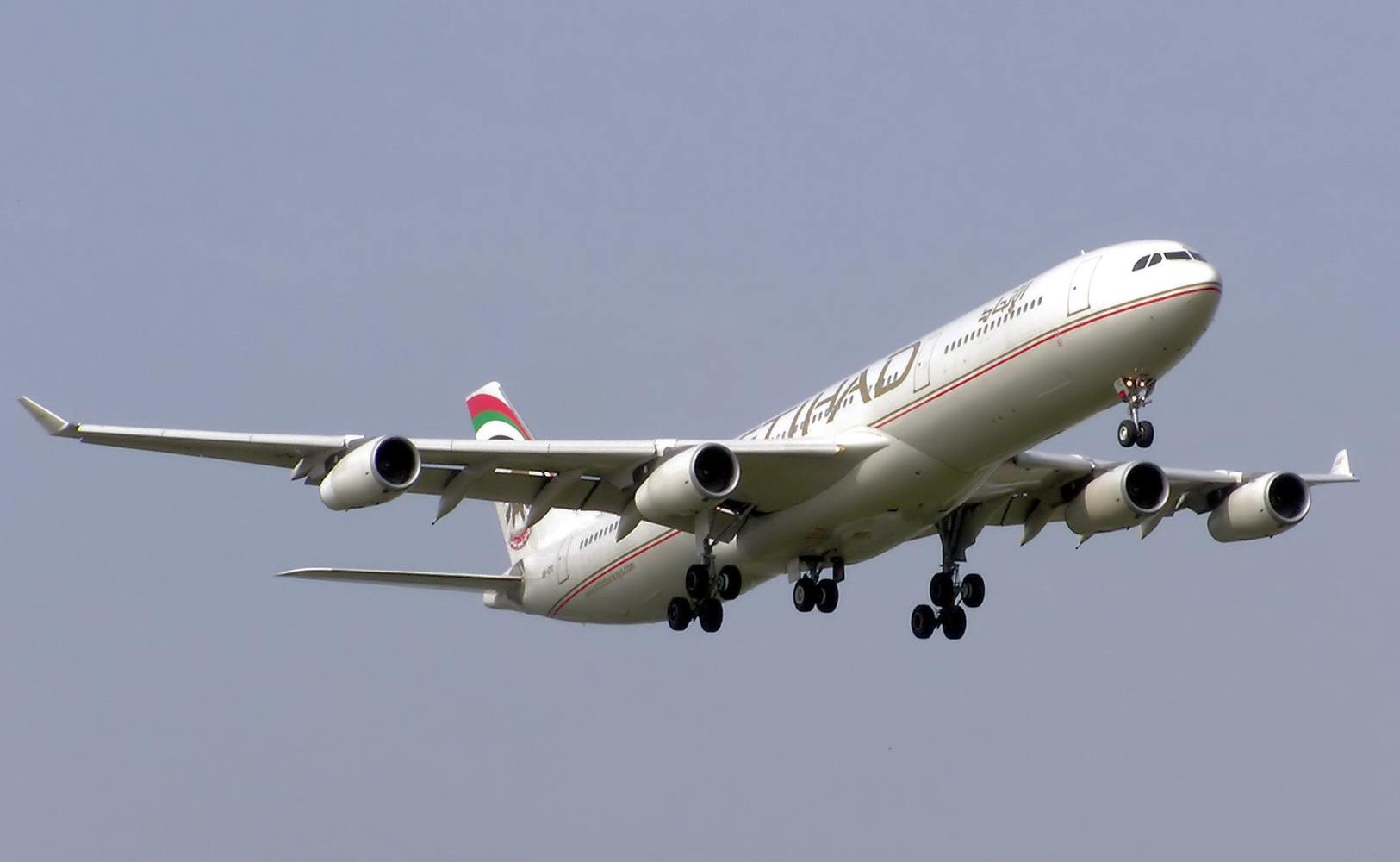
エアバスA340-300
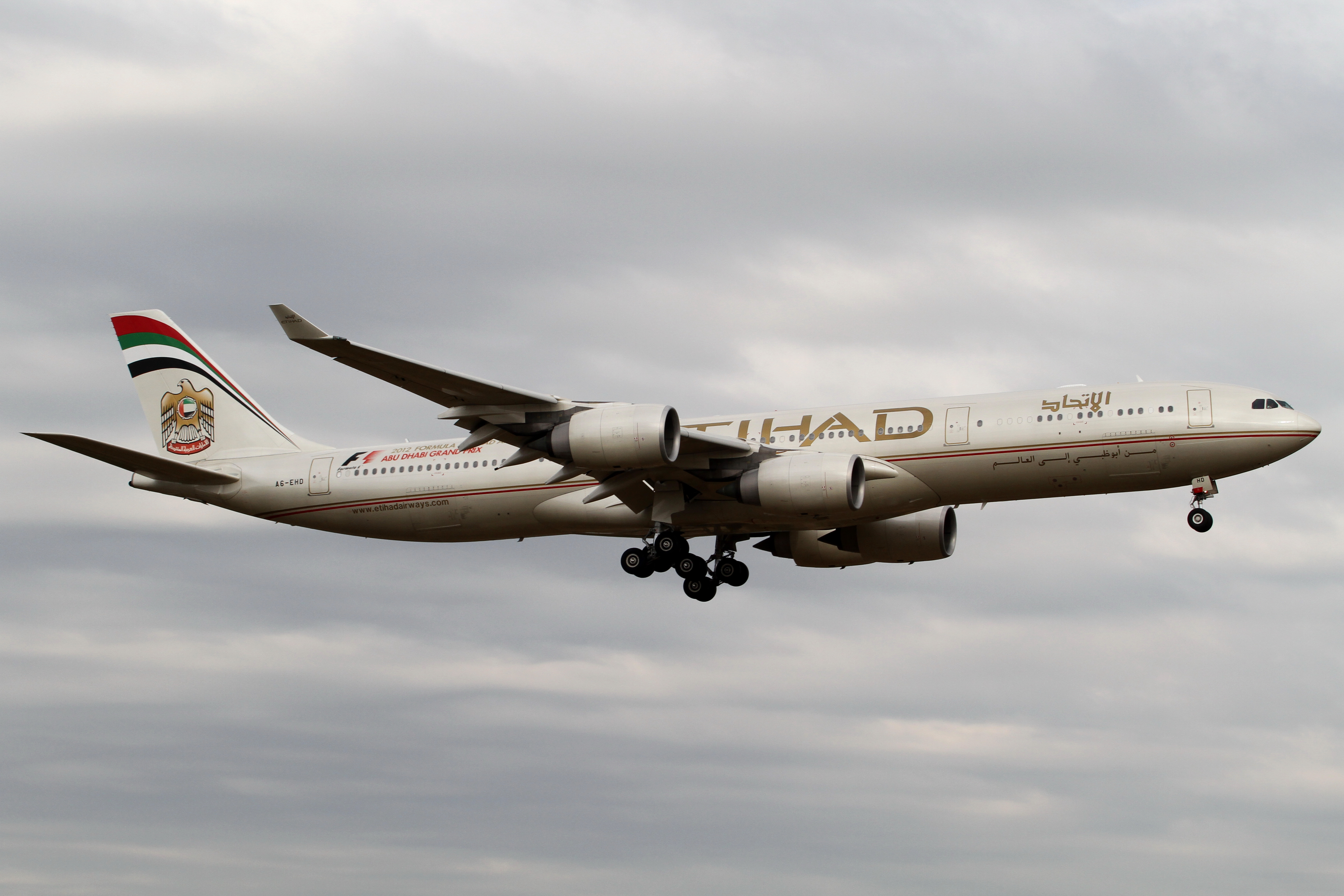
エアバスA340-500
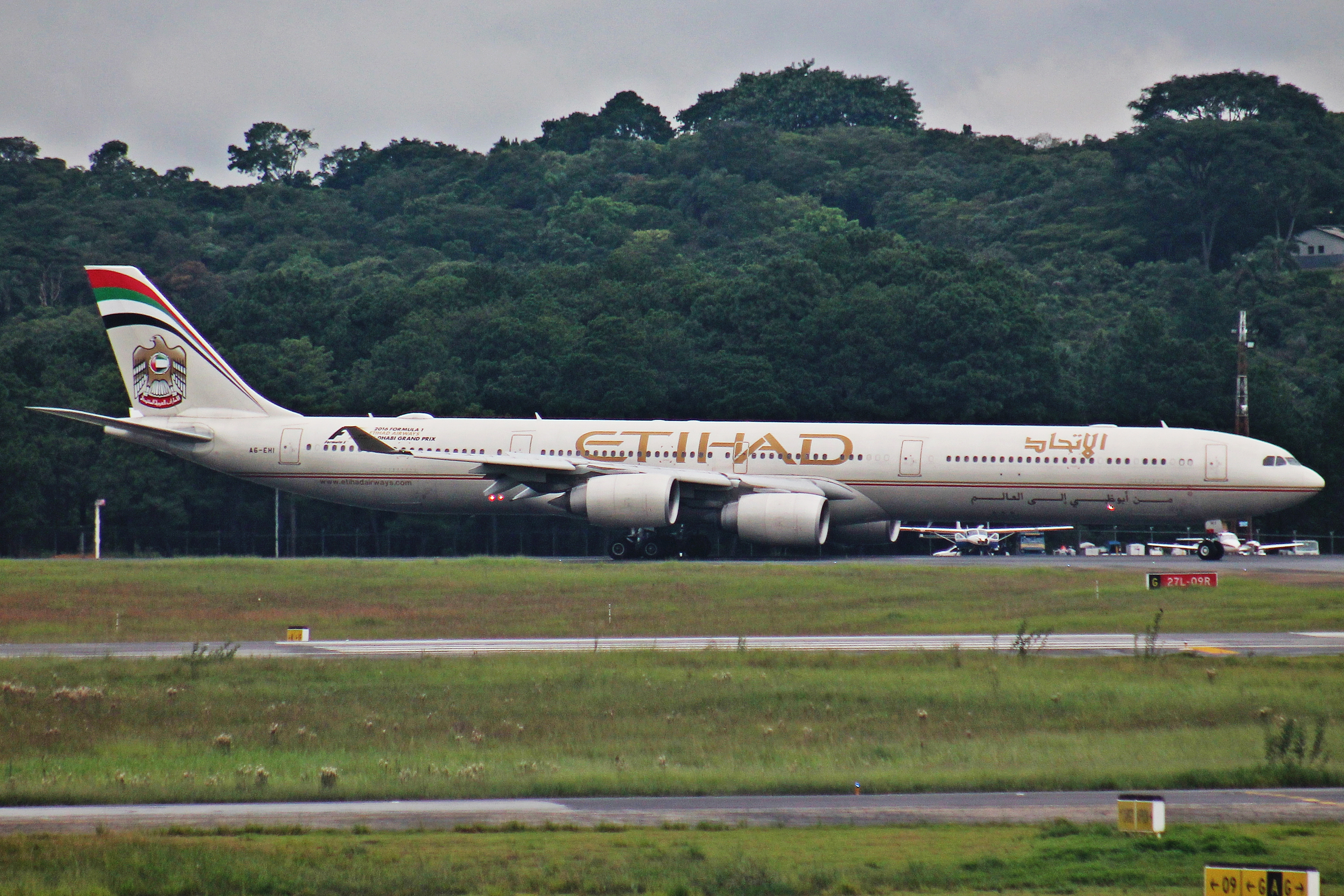
エアバスA340-600
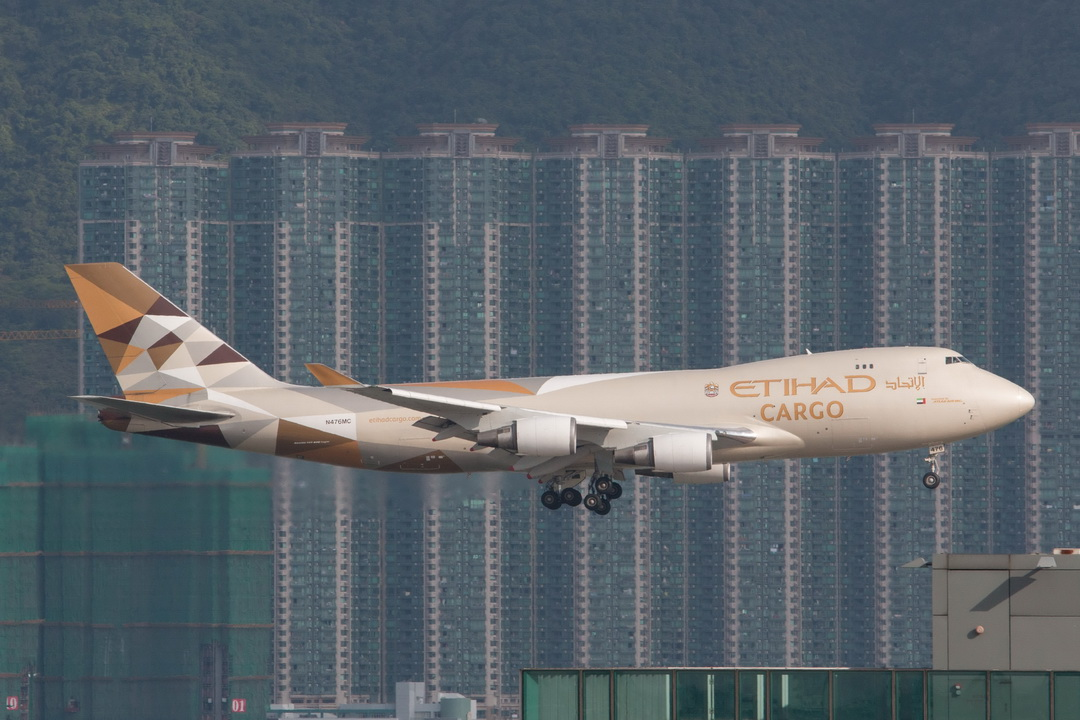
ボーイング747-400F
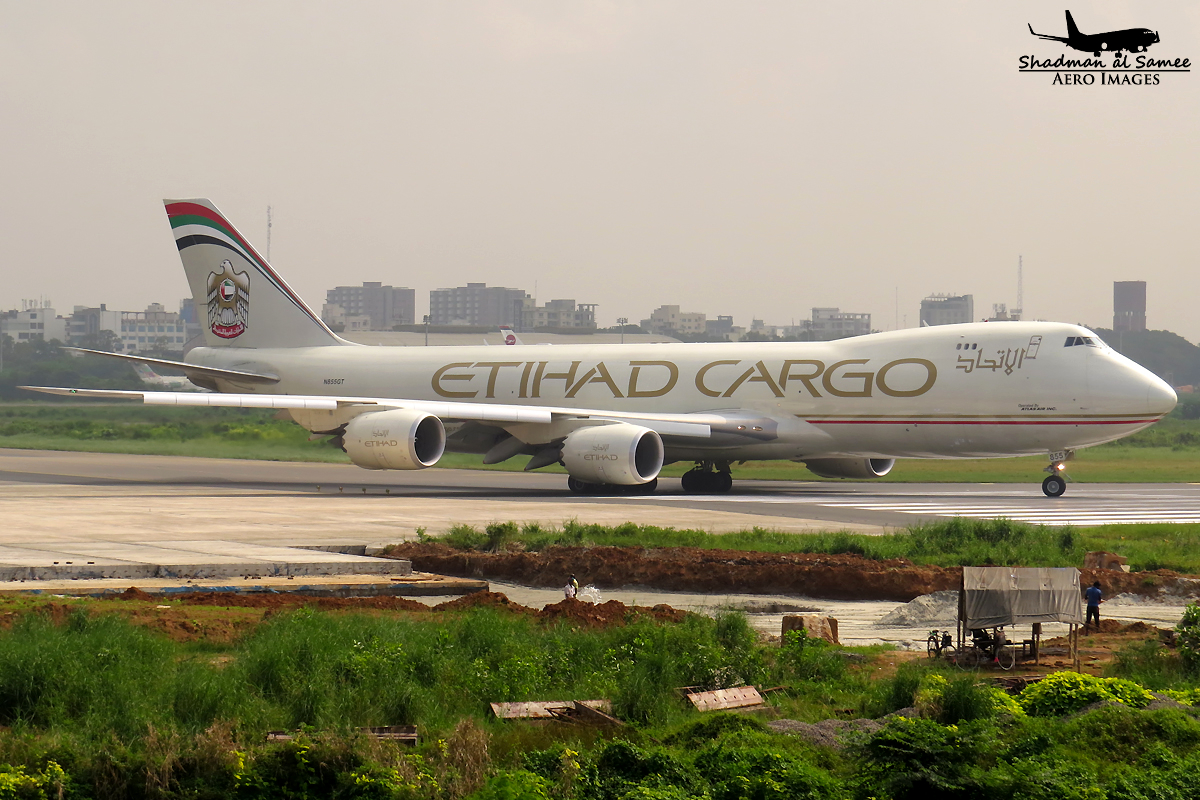
ボーイング747-8F
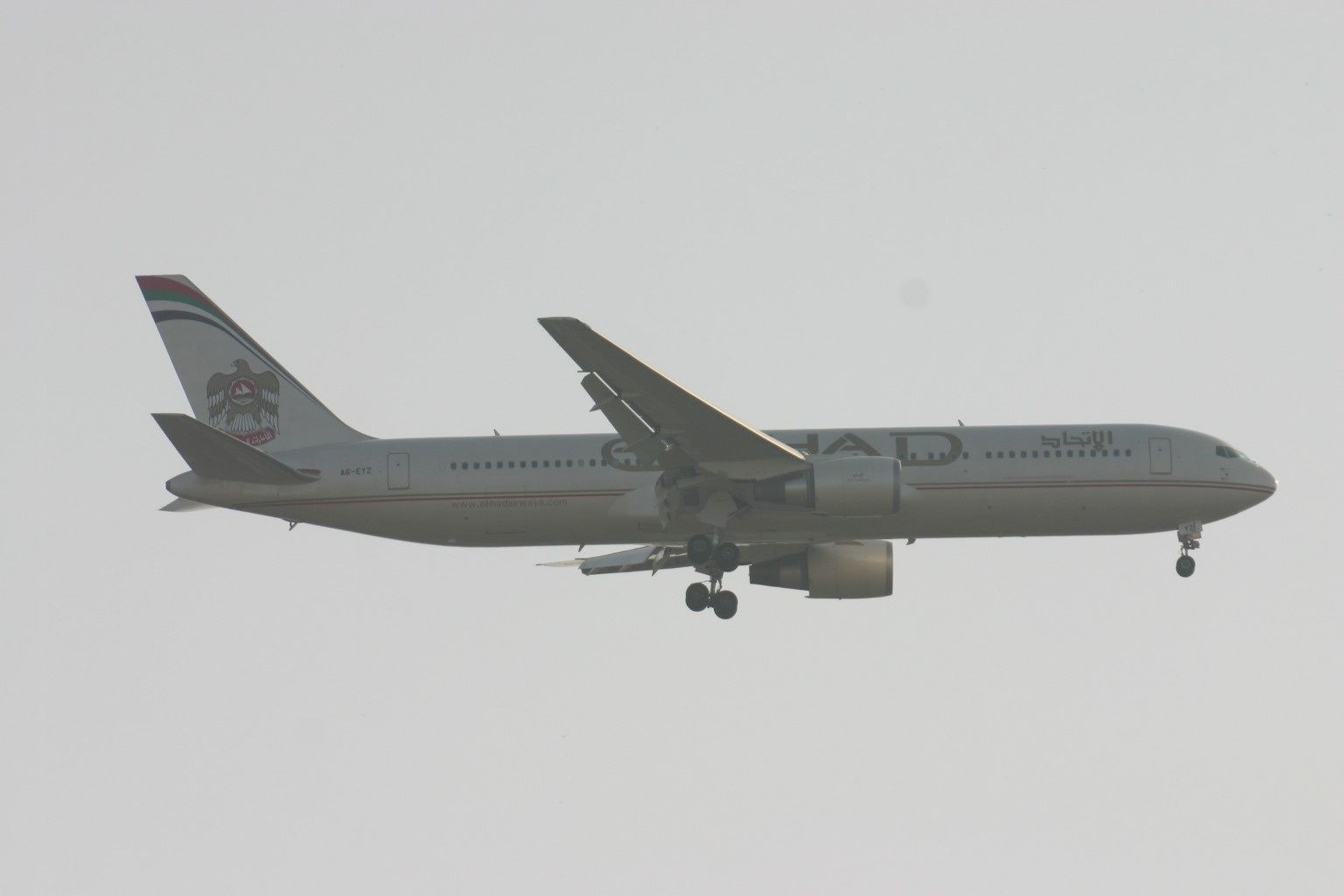
ボーイング767-300ER
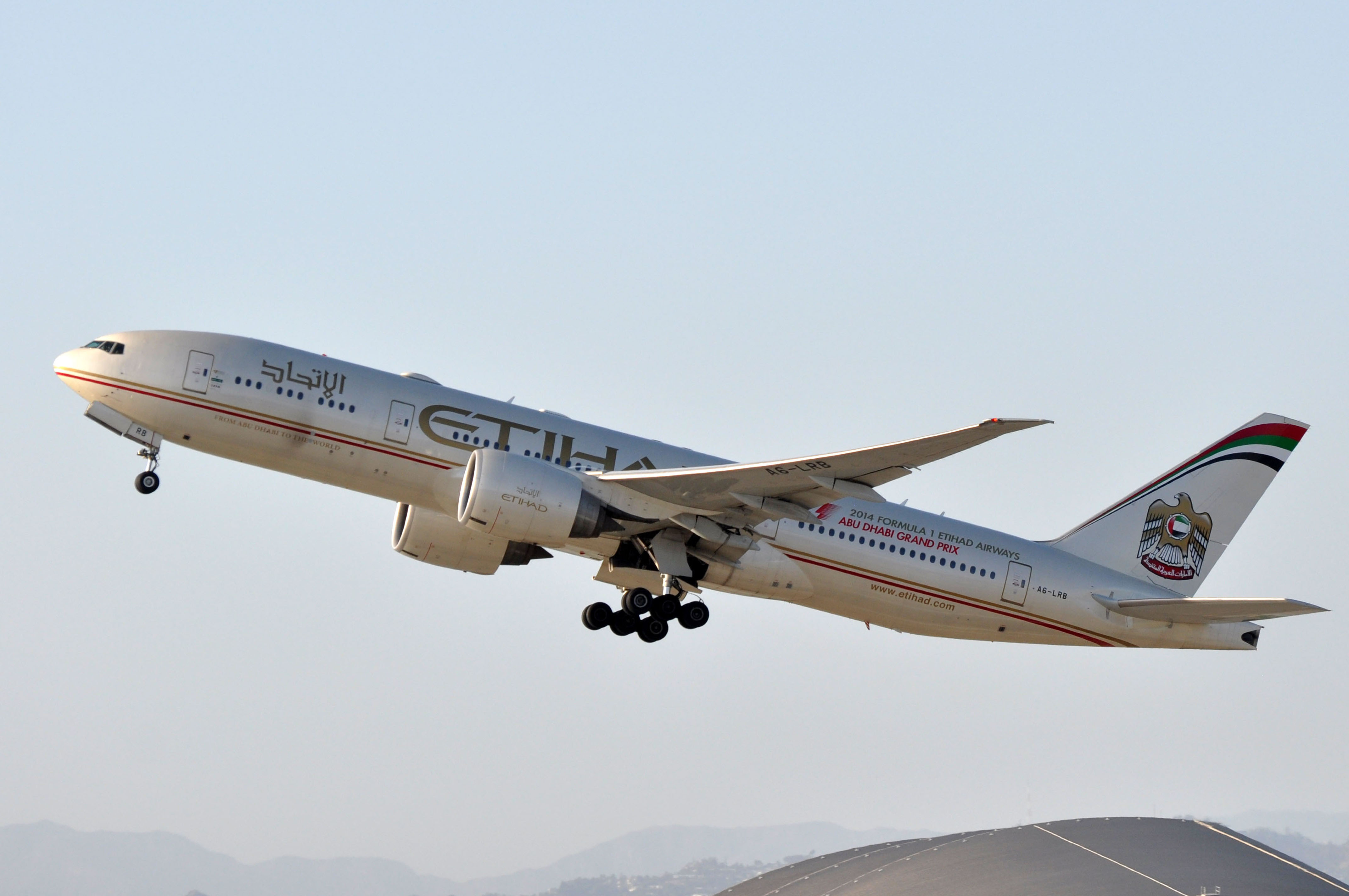
ボーイング777-200LR

## 就航都市
| エティハド航空 就航都市（2023年10月現在） | エティハド航空 就航都市（2023年10月現在） | エティハド航空 就航都市（2023年10月現在）                | エティハド航空 就航都市（2023年10月現在）                                    | エティハド航空 就航都市（2023年10月現在） |
| ----------------------------------------- | ----------------------------------------- | -------------------------------------------------------- | ---------------------------------------------------------------------------- | ----------------------------------------- |
| 国                                        | 都市                                      | 空港                                                     | 備考                                                                         |                                           |
| アラブ首長国連邦                          |                                           |                                                          |                                                                              |                                           |
| アラブ首長国連邦                          | アブダビ                                  | ザイード国際空港                                         | ハブ空港                                                                     |                                           |
| 北アフリカ                                |                                           |                                                          |                                                                              |                                           |
| エジプト                                  | カイロ                                    | カイロ国際空港                                           |                                                                              |                                           |
| エジプト                                  | エル・アラメイン                          | エル・アラメイン国際空港                                 | 2025年7月17日より運航開始予定                                                |                                           |
| アルジェリア                              | アルジェ                                  | ウアリ・ブーメディアン空港                               | 2025年11月7日より運航開始予定                                                |                                           |
| チュニジア                                | チュニス                                  | チュニス・カルタゴ国際空港                               | 2025年11月1日より運航開始予定                                                |                                           |
| リビア                                    | トリポリ                                  | トリポリ国際空港                                         |                                                                              |                                           |
| モロッコ                                  | カサブランカ                              | ムハンマド5世国際空港                                    |                                                                              |                                           |
| モロッコ                                  | ラバト                                    | ラバト・サーレ空港                                       |                                                                              |                                           |
| スーダン                                  | ハルツーム                                | ハルツーム国際空港                                       |                                                                              |                                           |
| 東アフリカ                                |                                           |                                                          |                                                                              |                                           |
| エチオピア                                | アディスアベバ                            | ボレ国際空港                                             | 2025年10月1日より運航開始予定                                                |                                           |
| ケニア                                    | ナイロビ                                  | ジョモ・ケニヤッタ国際空港                               |                                                                              |                                           |
| 南アフリカ                                |                                           |                                                          |                                                                              |                                           |
| セーシェル                                | マヘ島                                    | セーシェル国際空港                                       |                                                                              |                                           |
| 南アフリカ共和国                          | ヨハネスブルグ                            | ヨハネスブルグ国際空港                                   |                                                                              |                                           |
| 西アフリカ                                |                                           |                                                          |                                                                              |                                           |
| ナイジェリア                              | ラゴス                                    | ムルタラ・モハンマド国際空港                             |                                                                              |                                           |
| 中央アジア                                |                                           |                                                          |                                                                              |                                           |
| カザフスタン                              | アスタナ                                  | ヌルスルタン・ナザルバエフ国際空港                       |                                                                              |                                           |
| カザフスタン                              | アルマトイ                                | アルマトイ国際空港                                       | 2026年3月16日より運航再開予定                                                |                                           |
| ウズベキスタン                            | タシュケント                              | タシュケント国際空港                                     | 2026年3月17日より運航開始予定                                                |                                           |
| アルメニア                                | エレバン                                  | ズヴァルトノッツ国際空港                                 | 2026年3月9日より運航再開予定                                                 |                                           |
| アゼルバイジャン                          | バクー                                    | ヘイダル・アリエフ国際空港                               | 2026年3月2日より運航再開予定                                                 |                                           |
| 東アジア                                  |                                           |                                                          |                                                                              |                                           |
| 中国                                      | 北京                                      | 北京大興国際空港                                         |                                                                              |                                           |
| 中国                                      | 広州                                      | 広州白雲国際空港                                         | 貨物便のみ                                                                   |                                           |
| 香港                                      | 香港                                      | 香港国際空港                                             | 2025年11月3日より旅客便を運航開始予定 貨物便のみ                             |                                           |
| 台湾                                      | 台北                                      | 台湾桃園国際空港                                         | 2025年9月7日より運航開始予定                                                 |                                           |
| 日本                                      | 東京                                      | 成田国際空港                                             |                                                                              |                                           |
| 日本                                      | 大阪                                      | 関西国際空港                                             |                                                                              |                                           |
| 韓国                                      | ソウル                                    | 仁川国際空港                                             |                                                                              |                                           |
| 南アジア                                  |                                           |                                                          |                                                                              |                                           |
| バングラデシュ                            | ダッカ                                    | シャージャラル国際空港                                   | 貨物便のみ                                                                   |                                           |
| インド                                    | ムンバイ                                  | チャットラパティー・シヴァージー国際空港                 |                                                                              |                                           |
| インド                                    | チェンナイ                                | チェンナイ国際空港                                       |                                                                              |                                           |
| インド                                    | デリー                                    | インディラ・ガンディー国際空港                           |                                                                              |                                           |
| インド                                    | コルカタ                                  | ネータージー・スバース・チャンドラ・ボース国際空港       |                                                                              |                                           |
| インド                                    | コーリコード                              | カリカット国際空港                                       |                                                                              |                                           |
| インド                                    | ティルヴァナンタプラム                    | トリヴァンドラム国際空港                                 |                                                                              |                                           |
| インド                                    | コーチ                                    | コーチ国際空港                                           |                                                                              |                                           |
| インド                                    | ハイデラバード                            | ラジーヴ・ガンディー国際空港                             |                                                                              |                                           |
| インド                                    | ベンガルール                              | ベンガルール国際空港                                     |                                                                              |                                           |
| インド                                    | アフマダーバード                          | アフマダーバード空港                                     |                                                                              |                                           |
| インド                                    | ジャイプル                                | ジャイプル国際空港                                       |                                                                              |                                           |
| モルディブ                                | マレ                                      | イブラヒム・ナシル国際空港                               |                                                                              |                                           |
| パキスタン                                | イスラマバード                            | イスラマバード国際空港                                   |                                                                              |                                           |
| パキスタン                                | カラチ                                    | ジンナー国際空港                                         |                                                                              |                                           |
| パキスタン                                | ラホール                                  | ラホール国際空港                                         |                                                                              |                                           |
| パキスタン                                | ペシャーワル                              | バシャ・カーン国際空港                                   |                                                                              |                                           |
| スリランカ                                | コロンボ                                  | バンダラナイケ国際空港                                   |                                                                              |                                           |
| 東南アジア                                |                                           |                                                          |                                                                              |                                           |
| インドネシア                              | ジャカルタ                                | スカルノハッタ国際空港                                   |                                                                              |                                           |
| インドネシア                              | デンパサール                              | ングラ・ライ国際空港                                     |                                                                              |                                           |
| インドネシア                              | メダン                                    | クアラナム国際空港                                       | 2025年10月2日より運航開始予定                                                |                                           |
| マレーシア                                | クアラルンプール                          | クアラルンプール国際空港                                 |                                                                              |                                           |
| フィリピン                                | マニラ                                    | ニノイ・アキノ国際空港                                   |                                                                              |                                           |
| シンガポール                              | シンガポール                              | シンガポール・チャンギ国際空港                           |                                                                              |                                           |
| タイ                                      | バンコク                                  | スワンナプーム国際空港                                   |                                                                              |                                           |
| タイ                                      | プーケット                                | プーケット国際空港                                       |                                                                              |                                           |
| タイ                                      | チェンマイ                                | チェンマイ国際空港                                       | 2025年11月3日より運航開始予定                                                |                                           |
| タイ                                      | クラビー                                  | クラビー空港                                             | 2025年10月9日より運航開始予定                                                |                                           |
| ベトナム                                  | ハノイ                                    | ノイバイ国際空港                                         | 2025年11月3日より運航開始予定                                                |                                           |
| ベトナム                                  | ホーチミンシティ                          | タンソンニャット国際空港                                 |                                                                              |                                           |
| カンボジア                                | プノンペン                                | プノンペン国際空港                                       | 2025年10月3日より運航開始予定                                                |                                           |
| 西アジア                                  |                                           |                                                          |                                                                              |                                           |
| バーレーン                                | マナーマ                                  | バーレーン国際空港                                       |                                                                              |                                           |
| ヨルダン                                  | アンマン                                  | クィーンアリア国際空港                                   |                                                                              |                                           |
| クウェート                                | クウェート                                | クウェート国際空港                                       |                                                                              |                                           |
| レバノン                                  | ベイルート                                | ベイルート国際空港                                       |                                                                              |                                           |
| オマーン                                  | マスカット                                | マスカット国際空港                                       |                                                                              |                                           |
| オマーン                                  | サラーラ                                  | サラーラ国際空港                                         | 2026年5月21日より運航開始予定                                                |                                           |
| カタール                                  | ドーハ                                    | ハマド国際空港                                           |                                                                              |                                           |
| サウジアラビア                            | ダンマーム                                | キング・ファハド国際空港                                 |                                                                              |                                           |
| サウジアラビア                            | ジッダ                                    | キング・アブドゥルアズィーズ国際空港                     |                                                                              |                                           |
| サウジアラビア                            | リヤド                                    | キング・ハーリド国際空港                                 |                                                                              |                                           |
| サウジアラビア                            | マディーナ                                | プリンス・モハンマド・ビン・アブドゥルアズィーズ国際空港 | 2025年11月9日より運航再開予定                                                |                                           |
| シリア                                    | ダマスカス                                | ダマスカス国際空港                                       |                                                                              |                                           |
| ヨーロッパ                                |                                           |                                                          |                                                                              |                                           |
| ベルギー                                  | ブリュッセル                              | ブリュッセル国際空港                                     |                                                                              |                                           |
| チェコ                                    | プラハ                                    | ヴァーツラフ・ハヴェル・プラハ国際空港                   |                                                                              |                                           |
| ベラルーシ                                | ミンスク                                  | ミンスク第2空港                                          |                                                                              |                                           |
| ドイツ                                    | フランクフルト・アム・マイン              | フランクフルト空港                                       |                                                                              |                                           |
| ドイツ                                    | フランクフルト・アム・マイン              | フランクフルト・ハーン空港                               | 貨物便のみ                                                                   |                                           |
| ドイツ                                    | ミュンヘン                                | ミュンヘン国際空港                                       |                                                                              |                                           |
| ドイツ                                    | デュッセルドルフ                          | デュッセルドルフ空港                                     |                                                                              |                                           |
| スペイン                                  | マドリード                                | アドルフォ・スアレス・マドリード＝バラハス空港           |                                                                              |                                           |
| フランス                                  | パリ                                      | シャルル・ド・ゴール国際空港                             |                                                                              |                                           |
| イギリス                                  | ロンドン                                  | ロンドン・ヒースロー空港                                 |                                                                              |                                           |
| イギリス                                  | マンチェスター                            | マンチェスター国際空港                                   |                                                                              |                                           |
| イギリス                                  | エディンバラ                              | エディンバラ空港                                         | [ 24 ]                                                                       |                                           |
| ギリシャ                                  | アテネ                                    | アテネ国際空港                                           |                                                                              |                                           |
| アイルランド                              | ダブリン                                  | ダブリン空港                                             |                                                                              |                                           |
| イタリア                                  | ミラノ                                    | ミラノ・マルペンサ国際空港                               |                                                                              |                                           |
| イタリア                                  | ローマ                                    | フィウミチーノ空港                                       |                                                                              |                                           |
| オランダ                                  | アムステルダム                            | アムステルダム・スキポール空港                           |                                                                              |                                           |
| ロシア                                    | モスクワ                                  | ドモジェドヴォ空港                                       |                                                                              |                                           |
| ロシア                                    | ソチ                                      | ソチ国際空港                                             |                                                                              |                                           |
| セルビア                                  | ベオグラード                              | ベオグラード・ニコラ・テスラ空港                         |                                                                              |                                           |
| ポーランド                                | ワルシャワ                                | ワルシャワ・ショパン空港                                 |                                                                              |                                           |
| ポーランド                                | クラクフ                                  | バリツェ空港                                             | 2026年7月16日より運航開始予定                                                |                                           |
| スイス                                    | チューリッヒ                              | チューリッヒ空港                                         |                                                                              |                                           |
| スイス                                    | ジュネーヴ                                | ジュネーヴ・コアントラン国際空港                         |                                                                              |                                           |
| トルコ                                    | イスタンブール                            | アタテュルク国際空港                                     |                                                                              |                                           |
| ジョージア                                | トビリシ                                  | トビリシ国際空港                                         | 2026年3月13日より運航開始予定                                                |                                           |
| ルーマニア                                | ブカレスト                                | アンリ・コアンダ国際空港                                 | 2026年3月16日より運航開始予定                                                |                                           |
| オセアニア                                |                                           |                                                          |                                                                              |                                           |
| オーストラリア                            | メルボルン                                | メルボルン国際空港                                       |                                                                              |                                           |
| オーストラリア                            | シドニー                                  | シドニー国際空港                                         |                                                                              |                                           |
| 北アメリカ                                |                                           |                                                          |                                                                              |                                           |
| カナダ                                    | トロント                                  | トロント・ピアソン国際空港                               |                                                                              |                                           |
| アメリカ合衆国                            | ニューヨーク                              | ジョン・F・ケネディ国際空港                              |                                                                              |                                           |
| アメリカ合衆国                            | ワシントンDC                              | ワシントン・ダレス国際空港                               |                                                                              |                                           |
| アメリカ合衆国                            | シカゴ                                    | シカゴ・オヘア国際空港                                   |                                                                              |                                           |
| アメリカ合衆国                            | ロサンゼルス                              | ロサンゼルス国際空港                                     |                                                                              |                                           |
| アメリカ合衆国                            | アトランタ                                | ハーツフィールド・ジャクソン・アトランタ国際空港         |                                                                              |                                           |
| アメリカ合衆国                            | シャーロット                              | シャーロット・ダグラス国際空港                           | 2026年5月4日より運航開始予定                                                 |                                           |
| 休・廃止路線                              |                                           |                                                          |                                                                              |                                           |
| エジプト                                  | アレクサンドリア                          | アレクサンドリア国際空港                                 |                                                                              |                                           |
| 南アフリカ共和国                          | ケープタウン                              | ケープタウン国際空港                                     |                                                                              |                                           |
| ケニア                                    | ナイロビ                                  | ジョモ・ケニヤッタ国際空港                               |                                                                              |                                           |
| ウガンダ                                  | エンテベ                                  | エンテベ国際空港                                         |                                                                              |                                           |
| バングラデシュ                            | チッタゴン                                | シャーアマーナト国際空港                                 |                                                                              |                                           |
| ネパール                                  | カトマンズ                                | カトマンズ国際空港                                       |                                                                              |                                           |
| イラン                                    | テヘラン                                  | エマーム・ホメイニー国際空港                             |                                                                              |                                           |
| イラク                                    | バグダード                                | バグダード国際空港                                       |                                                                              |                                           |
| イラク                                    | エルビル                                  | アルビール国際空港                                       |                                                                              |                                           |
| イラク                                    | バスラ                                    | バスラ国際空港                                           |                                                                              |                                           |
| キプロス                                  | ラルナカ                                  | ラルナカ国際空港                                         |                                                                              |                                           |
| イタリア                                  | ヴェネツィア                              | ヴェネツィア・テッセラ空港                               |                                                                              |                                           |
| 日本                                      | 名古屋                                    | 中部国際空港                                             | 北京経由                                                                     |                                           |
| 中国                                      | 北京                                      | 北京首都国際空港                                         | 発着空港を北京大興国際空港に変更                                             |                                           |
| 中国                                      | 上海                                      | 上海浦東国際空港                                         | 共同事業を行う中国東方航空のアブダビ-上海/浦東線の開設により、上海線から撤退 |                                           |
| 中国                                      | 成都                                      | 成都双流国際空港                                         |                                                                              |                                           |
| オーストラリア                            | ブリスベン                                | ブリスベン国際空港                                       | シンガポール経由便                                                           |                                           |
| オーストラリア                            | パース                                    | パース空港                                               |                                                                              |                                           |
| アメリカ合衆国                            | ダラス                                    | ダラス・フォートワース国際空港                           | [ 27 ]                                                                       |                                           |
| ブラジル                                  | サンパウロ                                | グアルーリョス国際空港                                   | [ 28 ]                                                                       |                                           |

## 日本との関係

### 日本への運航便
| 便名      | 路線     | 路線      | 機材                                      | ※コード シェア |
| --------- | -------- | --------- | ----------------------------------------- | -------------- |
| EY800/801 | アブダビ | 東京/成田 | - ボーイング777-300ER - エアバスA350-1000 | NH             |
| EY814/815 | アブダビ | 大阪/関西 | ボーイング787-9                           | MS、NH         |

※コードシェア　
- MS→エジプト航空
- NH→全日本空輸

日本では、成田国際空港、関西国際空港、中部国際空港への就航実績がある。

### 日本との歴史
- 2010年2月2日、名古屋-北京経由-アブダビ線を就航を週5便で運航開始した[29]。
- 2010年3月28日から、成田-アブダビ線を運航開始した[29]。
- 東日本大震災を受けて、2011年3月17日から3月22日まで、成田-アブダビ便を名古屋経由、名古屋-アブダビ便は直行で運航した。
- 2013年4月2日から、成田-アブダビ線をデイリー運航に増便した[29]。
- 2014年3月30日から、名古屋-北京経由-アブダビ線を毎日運航に増便[29]。
- 2016年12月1日から、それまでエアバスA340-600を使用していた成田-アブダビ線の機材をボーイング787-9に変更した[30]。
- 2020年2月から、名古屋-北京-アブダビ線の名古屋-北京の区間を運休している。なお、北京-アブダビ線は運行している[31]。
- 2023年10月1日、関西-アブダビ線に新規就航した。
- 2024年1月16日から、成田-アブダビ線に、最新鋭のエアバスA350-1000型機を投入した[32]。
- 関西-アブダビ線は、冬スケジュールでは週3往復、夏スケジュールでは週5往復を運行しているが、2025年8月1日からは週6往復に増便する予定[33]。

### 日本向けサービス
日本路線では、ファーストクラスとビジネスクラスでは懐石料理を提供し、全便に日本語を話せる客室乗務員が乗務するほか、日本語のエンターテイメントプログラム、特別な機内食メニューなどオーダーメイドのサービスを提供している。

## サービス

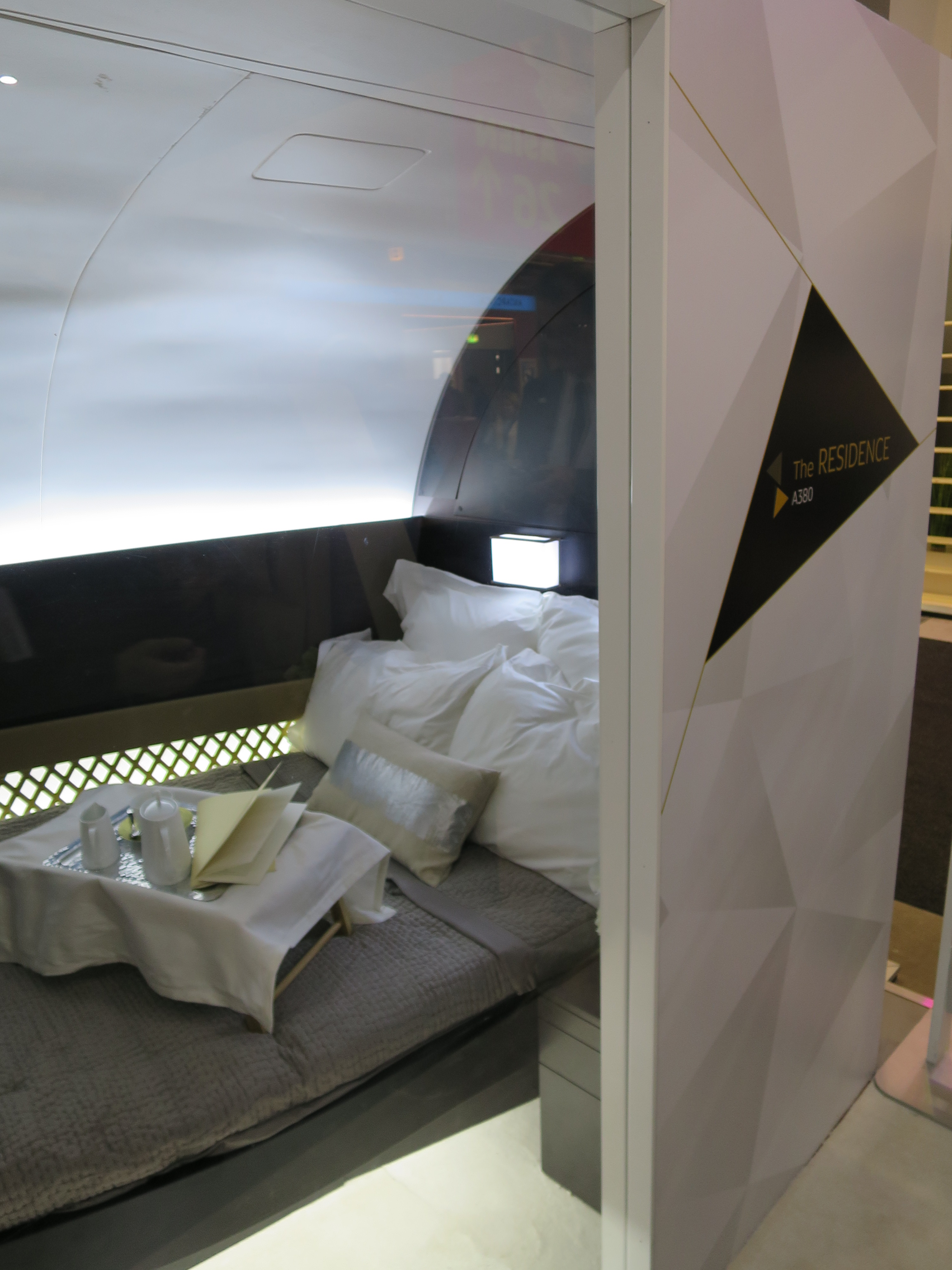
A380「ザ・レジデンス」の専用ベッドルーム

長距離路線ではファーストクラス（ファーストスイートもしくはファーストアパートメント）、ビジネスクラス（ビジネス・ステューディオ）、エコノミークラス（エコノミースマートシート）の3クラス制で、短中距離路線はビジネスクラスとエコノミークラスの2クラス制である。なお、エアバスA380のみファーストクラスより上級の「ザ・レジデンス」を2席用意している。「ザ・レジデンス」は座席を設けた個室の「リビングルーム」の他に専用のベッドルーム、バスルームを配したものとなっている。
2009年8月から投入した新ファーストクラスは個室タイプで、室内は全長2 m・幅75.6 cmのフルフラットベッドになる大型シートを採用。シートはイタリアのポルトローナ・フラウ社製を使用するなどインテリアにもこだわり、個室の入り口もアラビア風のドアで演出。その他、マッサージ機能やパソコン・iPod・イーサネットケーブルなどのソケットが設置される。
上位クラスでは、テレビ・ラジオや600時間以上の映画、ゲームを楽しめるAVOD（オーディオ・ビデオ・オン・デマンド）エンターテインメント機付きの23インチワイドスクリーンLCD、専用ワードローブ、ミニバーを設置している。新ファーストクラスはエアバスA340-600に12席を設置した。2011年から、機内エンターテイメント (IFE) を提供するパナソニック アビオニクスと10年間にわたるIFEシステム独占供給の契約を締結。2011年からボーイング777-300ERやエアバスA380に同社製IFEシステムのeX2を、エアバスA350 XWB受領後には最新のeX3シリーズをそれぞれ搭載している。
マイレージ・プログラムの Etihad Guest は、ニュージーランド航空、アリタリア-イタリア航空、全日本空輸、アメリカン航空、アシアナ航空、バンコク・エアウェイズ、ブリュッセル航空、ジェットエアウェイズ、オマーン・エア、パシフィック・ブルー、スリランカ航空、ウクライナ国際航空、V オーストラリア、ヴァージン・オーストラリアと提携している。

### エティハド航空パートナーズ
2014年10月には独自の航空連合として「Etihad Airways Partners」を立ち上げた。系列のダーウィン・エアライン、エア・セルビア、セーシェル航空に加えてエア・ベルリン、ジェットエアウェイズが参加しているが、一方でヴァージン・オーストラリアは参加を見送っている。

#### 現在のメンバー
- エティハド航空
- セーシェル航空
- エア・セルビア

#### かつてのメンバー
- エア・ベルリン（倒産、元ワンワールドメンバー）
- ジェットエアウェイズ（倒産）
- ダーウィン・エアライン（アドリア航空に売却されたのち、倒産）
- アリタリア-イタリア航空（運航終了、元スカイチームメンバー）

## コードシェア
2017年11月時点で、下記航空会社とコードシェアを行っている。
- エアリンガス
- エア・アスタナ
- エールフランス
- マルタ航空
- ニュージーランド航空
- セーシェル航空
- アリタリア-イタリア航空
- 全日本空輸
- アシアナ航空
- バンコク・エアウェイズ
- ブリュッセル航空
- 中国東方航空
- チェコ航空
- ガルーダ・インドネシア航空
- ハワイアン航空
- KLMオランダ航空
- 大韓航空
- クウェート航空
- マレーシア航空
- ミドル・イースト航空
- オリンピック航空
- フィリピン航空
- ロイヤル・エア・モロッコ
- S7航空
- サウディア
- スリランカ航空
- TAPポルトガル航空
- ターキッシュ エアラインズ
- ベトナム航空
- ヴァージン・オーストラリア

## 受賞歴
- 2004、2005、2006年：World’s Leading New Airline (11th,12th,13th World Travel Awards)
- 2006、2007年：World’s Leading Flatbed Seat (13th,14th World Travel Awards)
- 2007年：World’s leading travel television commercial (14th World Travel Awards)
- 2009年：World’s leading Airline (World Travel Awards 2009)

## スポンサー

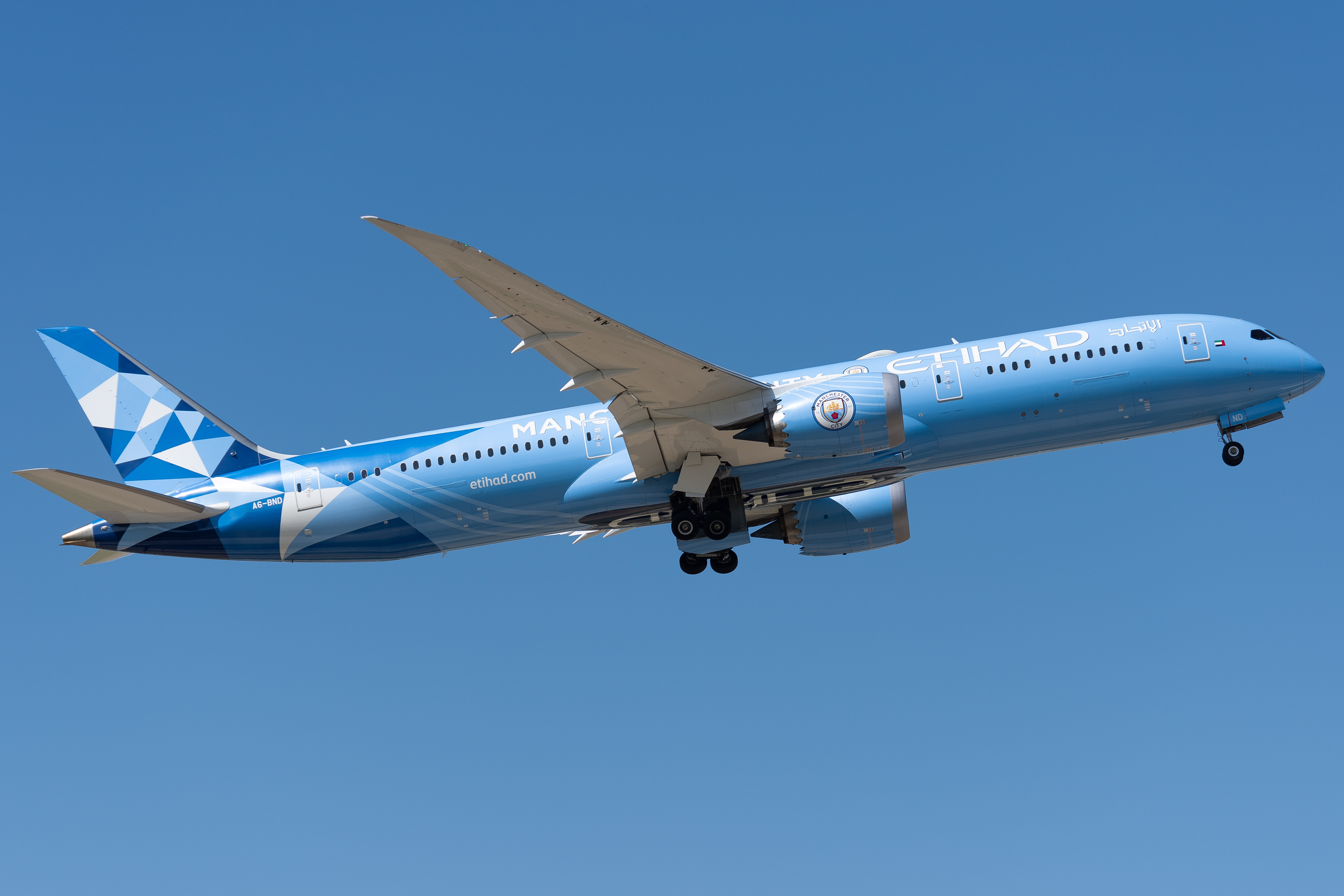
マンチェスター・シティFC特別塗装 (B787-9 A6-BND)

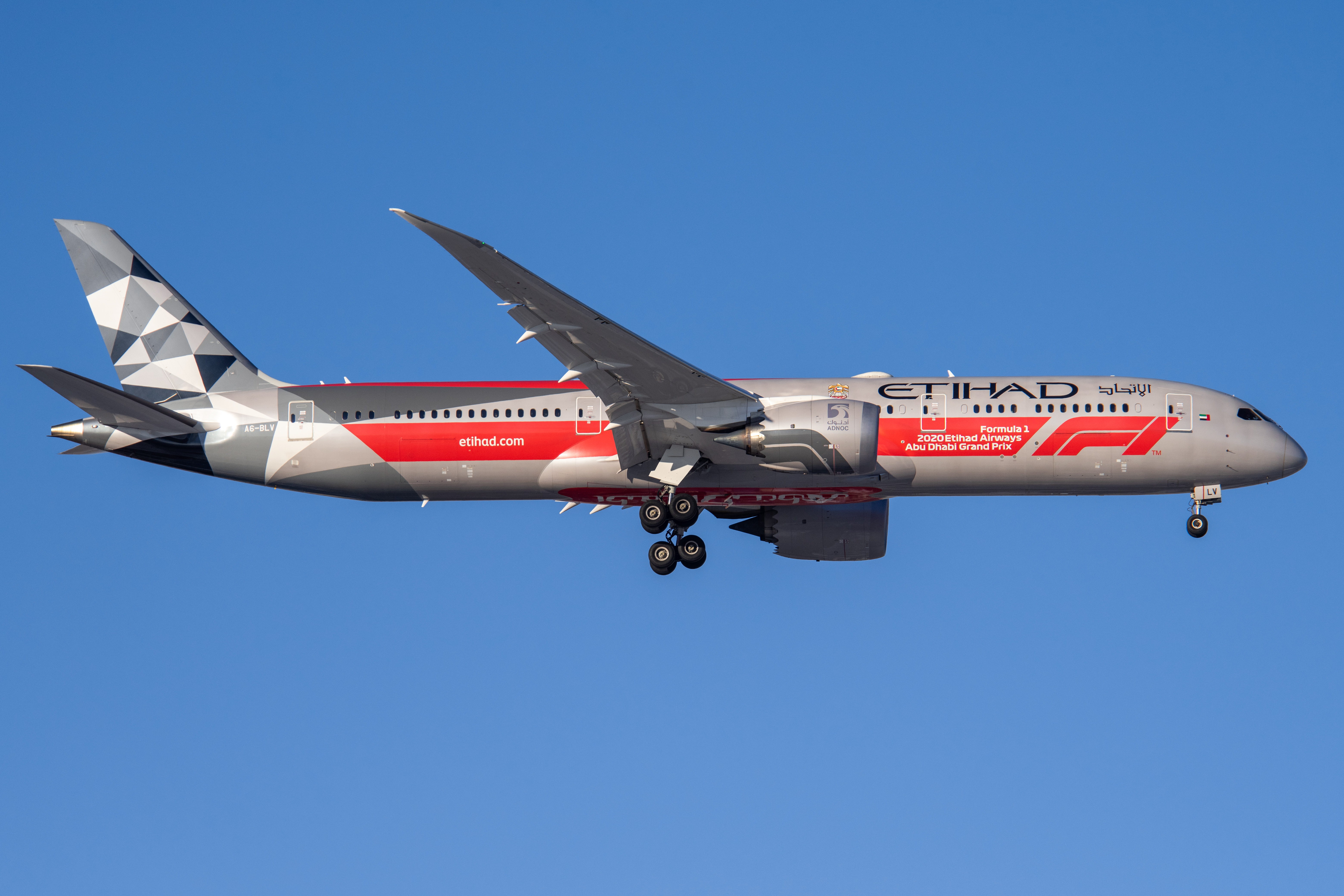
アブダビグランプリ特別塗装 (B787-9 A6-BLV)

2007年と2008年初期において、F1世界選手権に参戦するスパイカーF1チームとその後継であるフォース・インディアチームのメインスポンサーとなっていた。しかし、フォース・インディアのオーナーとなったビジェイ・マリヤの所有するキングフィッシャー航空とのバッティングを回避するため、2008年開幕戦からはスクーデリア・フェラーリのスポンサーとなっており、マシンのリアウィング後ろ側にロゴが配されている。2009年から開催されているF1アブダビグランプリではタイトル・スポンサーとなった。
イングランドプレミアリーグのチェルシーFCのオフィシャルエアラインであった。2010-11シーズンより同じくプレミアリーグのマンチェスター・シティFCの胸スポンサーを務めており、2011年7月には本拠地のシティ・オブ・マンチェスター・スタジアムの命名権を獲得し「エティハド・スタジアム」と称している。その他ニューヨーク・シティFC、メルボルン・シティFC、クリケットイングランド代表、インディアン・プレミアリーグのムンバイ・インディアンズ、アル・アインFC、全アイルランドシニアハーリング選手権、シドニー・オペラハウス、アブダビHSBC選手権のオフィシャルエアラインとして指定されている。またオーストラリア・メルボルンの競技場ドックランズ・スタジアムの命名権を獲得し、「エティハド・スタジアム」（上述のスタジアムとは別）と称している。
2015年には資本提携関係にあるアリタリア-イタリア航空と協同でミラノEXPO2015特別塗装機（エアバスA330）を運航しており、2月にはエティハド航空定期便にこの特別塗装機が投入され、愛知万博10周年記念イベント開催中の中部国際空港に飛来し、万博開催都市同士の交流がなされた。なお同博覧会では両者の共同で「アリタリア・エティハド・パビリオン」として出展している。